# Maurice Genevoix
Vous lisez un « bon article » labellisé en 2008.
Pour les articles homonymes, voir Genevoix.
Maurice Genevoix, né le 29 novembre 1890 à Decize (France) et mort le 8 septembre 1980 à Xàbia (Espagne), est un écrivain et poète français, membre de l'Académie française.
L’ensemble de son œuvre témoigne des relations d’accord entre les Hommes, entre l’Homme et la nature, mais aussi entre l'Homme et la mort. Alors qu'il est héritier du réalisme, son écriture est servie par une mémoire vive, le souci d'exactitude et le sens poétique. Normalien, il admire tout autant l’éloquence des artisans ou des paysans. D’une grande vitalité malgré ses blessures reçues au combat lors de la Première Guerre mondiale, et animé de la volonté de témoigner, il écrit jusqu’à ses derniers jours. Son œuvre, portée par le souci de perpétuer ce qu'il a tenu pour mémorable, produit d'une grande longévité littéraire, rassemble cinquante-six ouvrages.
Il est surtout connu pour ses livres régionalistes inspirés par la Sologne et le Val de Loire, comme son roman Raboliot (prix Goncourt 1925). Il a cependant dépassé le simple roman du terroir par son sobre talent poétique qui, associé à sa profonde connaissance de la nature, a donné des romans-poèmes admirés, comme La Dernière Harde (1938) ou La Forêt perdue (1967).
Son œuvre est également marquée par le traumatisme de la Grande Guerre (1914-1918), particulièrement dans Ceux de 14, recueil de récits de guerre rassemblés en 1949, considéré comme l'un des plus grands témoignages sur ce conflit. Il s'est aussi penché plus largement et plus intimement sur sa vie en écrivant une autobiographie, Trente mille jours, publiée en 1980.
Sur décision du président de la République française Emmanuel Macron, le cercueil de Maurice Genevoix entre au Panthéon le 11 novembre 2020.

## Biographie

### Enfance
Descendant d'un ancêtre genevois catholique ayant fui la Genève calviniste vers 1550-1560 pour rejoindre la Creuse – et dont le patronyme prend alors un x final –, Maurice Genevoix est issu d'une famille de médecins et de pharmaciens par sa lignée paternelle.
Son père, Gabriel Genevoix, rencontre en 1889 Camille Balichon, fille d'un épicier en gros, à Châteauneuf-sur-Loire. Maurice, naît en 1890 à Decize, dans la Nièvre, à 35 km en amont de Nevers.
Un an plus tard, ses parents migrent à Châteauneuf-sur-Loire pour reprendre une affaire familiale, un « magasin » réunissant une épicerie et une mercerie. Il puisera de cette période la plupart des souvenirs évoqués dans Trente mille jours et Au cadran de mon clocher. Il tiendra pour un privilège d'avoir passé son enfance dans une bourgade rurale d'avant 1914. Son frère René naît en 1893.
Alors qu'il n'a que 12 ans, sa mère meurt, le 14 mars 1903, d'une attaque d'éclampsie. De cette perte il gardera une éternelle déchirure qui transparaîtra dans plusieurs romans, comme Fatou Cissé ou Un jour. Le veuvage de son père le laisse esseulé. Il trouve cependant un réconfort sur les bords de la Loire où il passe son temps libre et où il puisera l'inspiration de ses futurs écrits (Remi des Rauches, La Boîte à pêche, La Loire, Agnès et les garçons).

### Études

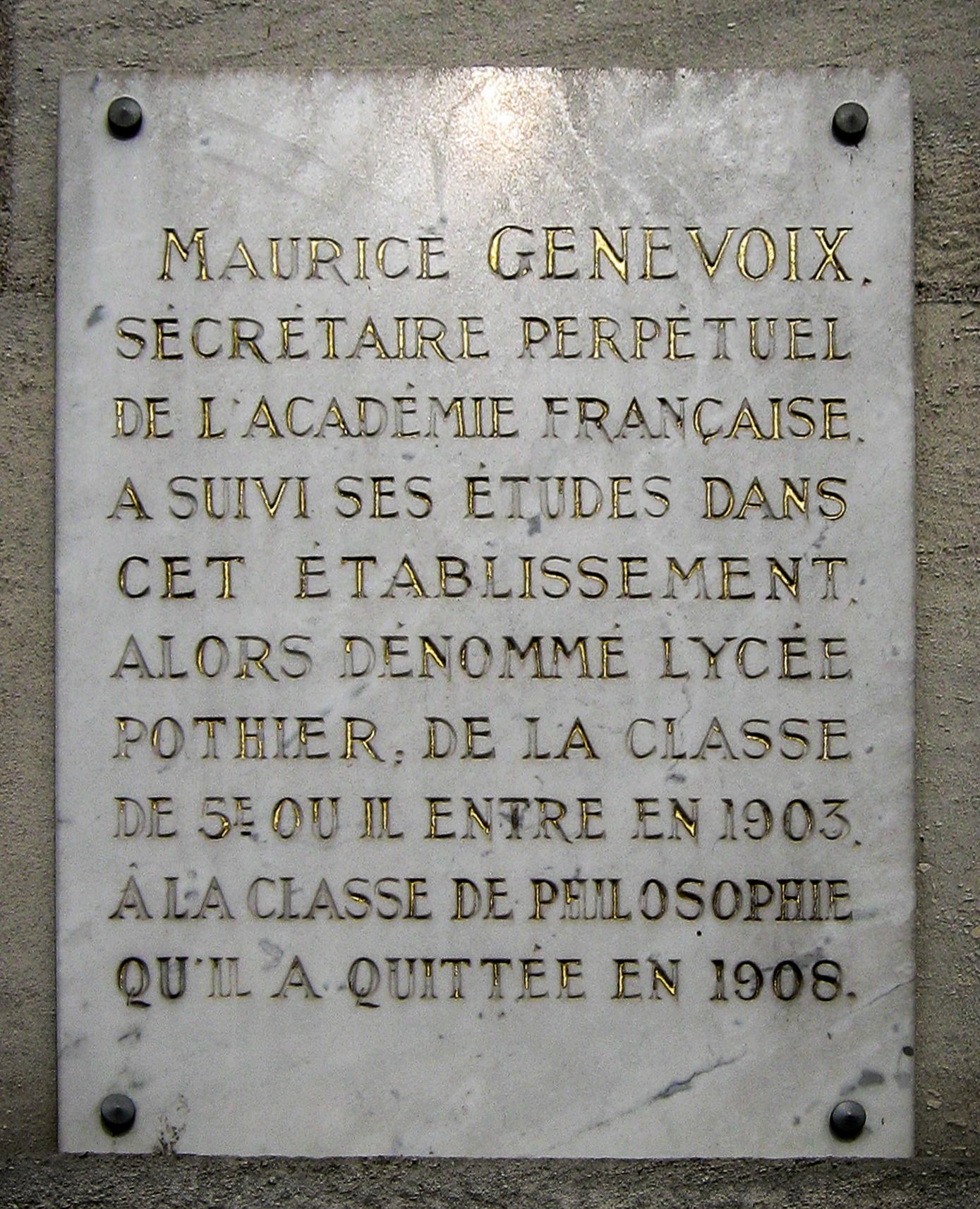
Plaque rappelant les études de Maurice Genevoix au lycée Pothier, à Orléans.

Déclaré deuxième du canton au certificat d’études (il est reçu premier ex aequo au vu des résultats, mais est déclaré deuxième par le jury qui, voulant le départager de Benoist, pose des questions aux deux ex aequo, jusqu'à ce que l'un d'eux, et ce fut Genevoix, ne puisse répondre à une question, celle de dire quelle rivière séparait la France et l'Espagne), il entre interne au lycée Pothier à Orléans. Il découvre alors « l’encasernement, la discipline, les sinistres et interminables promenades surveillées ». Il retracera cette période de sa vie dans L'aventure est en nous. Puis il entre pensionnaire au lycée Lakanal à Sceaux, près de Paris, où il est khâgneux durant trois années (1908-1911). Il est admis à l’École normale supérieure de la rue d'Ulm. Il effectue une des deux années de service militaire, comme le permettait alors le statut particulier des jeunes Français admis aux grandes écoles. Il est affecté à Bordeaux, au 144e régiment d’infanterie. Il entre ensuite à l’École normale supérieure et, deux ans plus tard, présente son diplôme de fin d'études supérieures sur « le réalisme dans les romans de Maupassant ». C’est à cette période qu’il envisage une carrière littéraire. Mais ce sont les encouragements de Paul Dupuy l’incitant à écrire son témoignage de guerre qui l’emportent sur l’orientation du jeune Genevoix.
Il est alors cacique de sa promotion. Il lui reste à accomplir une dernière année d’études universitaires pour se présenter à l’agrégation et aborder une carrière universitaire. Il pense alors à se faire nommer comme lecteur dans une université étrangère pour connaître des formes de cultures originales, mais également afin de disposer de temps pour écrire.

### Grande Guerre

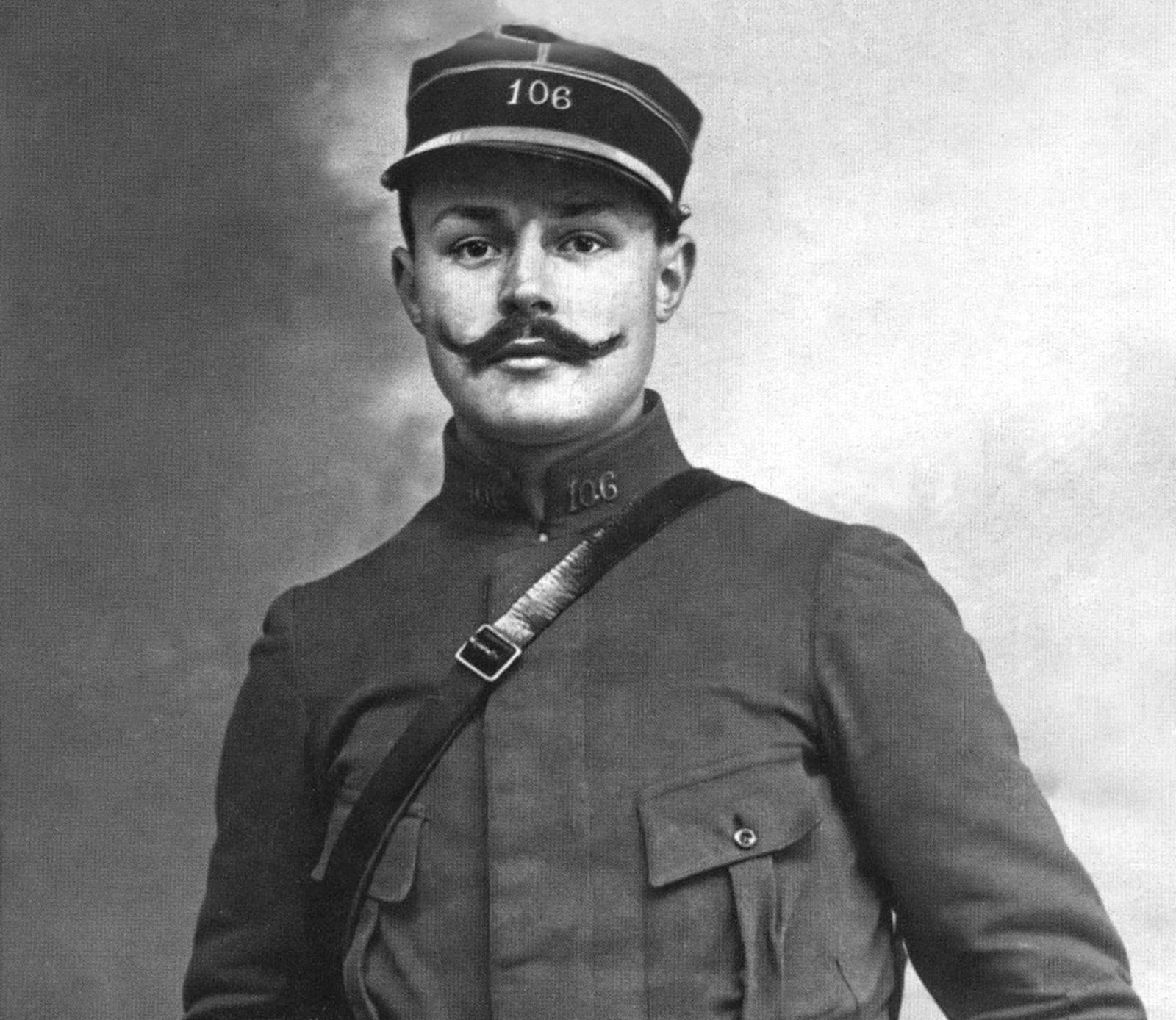
Maurice Genevoix en 1915, en uniforme pour la Première Guerre mondiale.

Officier de réserve depuis qu'il a effectué son service militaire, il est mobilisé lors de la Première Guerre mondiale, le 2 août 1914, et sert comme sous-lieutenant au 106e régiment d’infanterie, dans la 8e compagnie jusqu'en octobre 1914, puis dans la 7e compagnie à partir de novembre 1914 . Sa division, la 12e DI, appartient à la 3e armée commandée par le général Ruffey, qui est remplacé par le général Sarrail le 30 août 1914. Il participe à la bataille de la Marne et à la marche sur Verdun.
Le 17 février 1915, la 24e brigade d'infanterie (106e et 132e RI) est chargée de reprendre la crête des Éparges. Du 17 février au 9 avril 1915 de violents combats se succèdent jusqu'à la prise définitive de la majeure partie de la crête par les troupes françaises. Les combats se poursuivront sans que les Allemands puissent reprendre la crête. Auguste Finet, soldat dans la section commandée par Genevoix, indique dans ses mémoires que sur les 52 hommes de la section ayant pris part à cette attaque, seulement six dont Genevoix demeurent « indemnes ».
Son meilleur ami dans cette guerre, un saint-cyrien, le lieutenant Robert Porchon (1894-1915), tombe au champ d'honneur le 20 février 1915. 
Maurice Genevoix est muté à la fin du mois de février 1915 à la 5e compagnie du 106e RI dont il prend le commandement. Il est promu lieutenant le 20 mars 1915. Le 25 avril 1915, Genevoix est grièvement blessé dans des combats à Rupt-en-Woëvre près de la colline des Éparges.

« Je suis tombé un genou à terre. Dur et sec, un choc a heurté mon bras gauche. Il saigne à flots saccadés. Je voudrais me lever, je ne peux pas. Mon bras tressaute au choc d'une deuxième balle et saigne par un trou. Mon genou pèse sur le sol comme si mon corps était en plomb. Ma tête s'incline et sous mes yeux un lambeau d’étoffe saute au choc mat d'une troisième balle. Je vois sur ma poitrine un profond sillon de chair rouge. »

La lettre du docteur Lagarrigue adressée à Maurice Genevoix le 2 mai 1915 témoigne de la gravité de ses blessures : 

« Je suis navré de vous savoir si grièvement touché. Mon pauvre vieux, c'est avec une émotion profonde que je vous ai vu, accablé de fatigue et j'oserais dire de “gloire”, sur cette poussette incommode qui vous amenait à Mouilly. Je n'ai pensé qu'à vous expédier au plus vite à Verdun, car votre pâleur m'inquiétait beaucoup. Je suis navré certes, mais rassuré maintenant ; je craignais le pire, et l'absence de nouvelles m'impressionnait péniblement. »

Il est soigné sept mois durant, conduit d'un hôpital à l'autre : Verdun, Vittel, Dijon, puis Bourges. Il doit peut-être en partie sa survie à sa remarquable condition physique. Les blessures reçues au bras et au flanc gauche le marquèrent pour le restant de sa vie. Il est réformé à 70 % d'invalidité et perd l'usage de la main gauche.
Il retourne alors à Paris où il assure un service bénévole à la Father's Children Association, logeant à l'École normale. Le nouveau directeur de l'école, Gustave Lanson, lui propose de reprendre ses études afin de se présenter à l'agrégation. Maurice Genevoix refuse afin d'entreprendre la rédaction de son témoignage de guerre.

### Rencontre des Vernelles

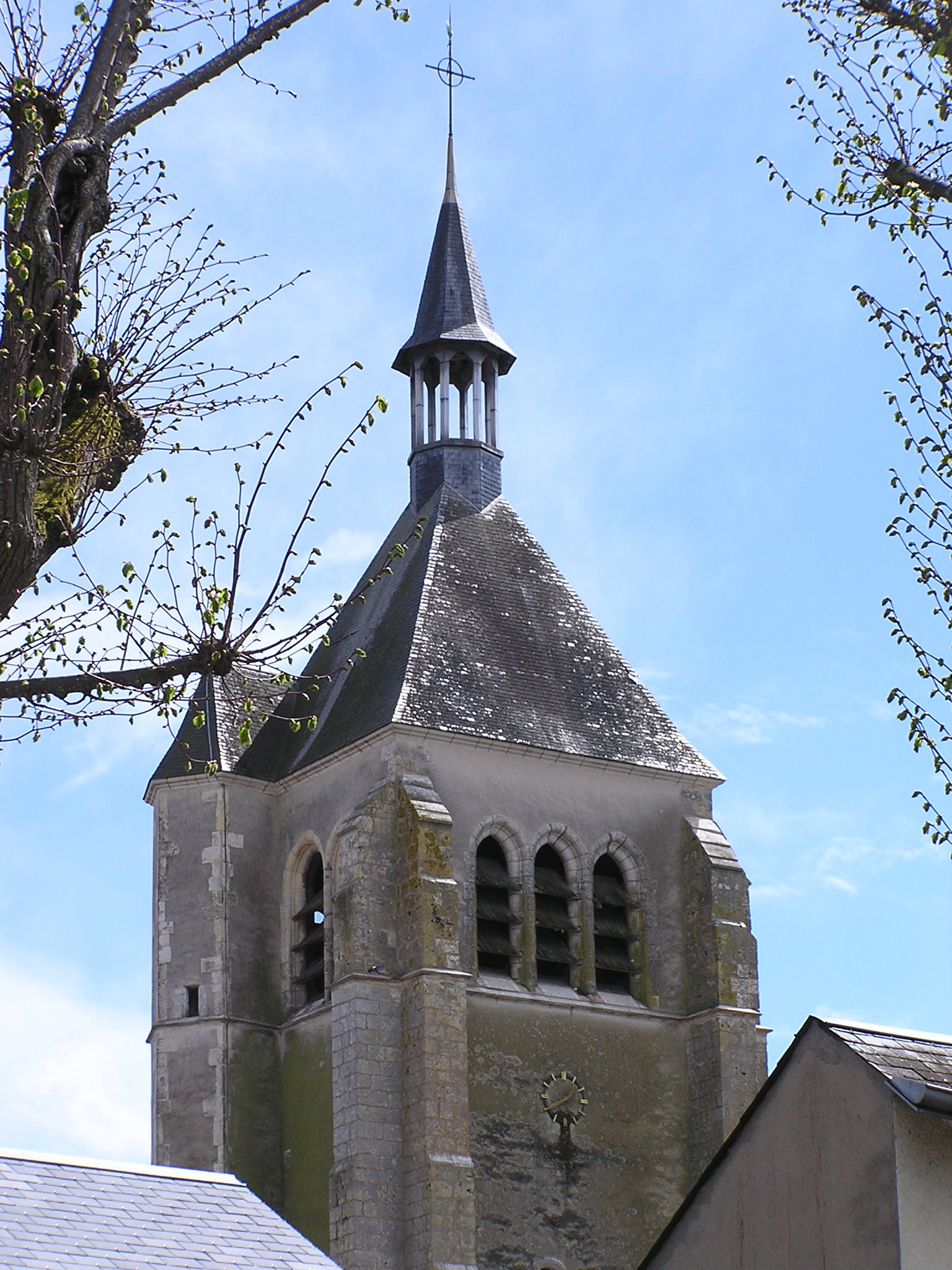
Clocher de Châteauneuf-sur-Loire : l'idée d'un cycle de romans réalistes centré sur un village de la Loire débouche sur Remi des Rauches, puis Raboliot, mais n'est pas poursuivie.

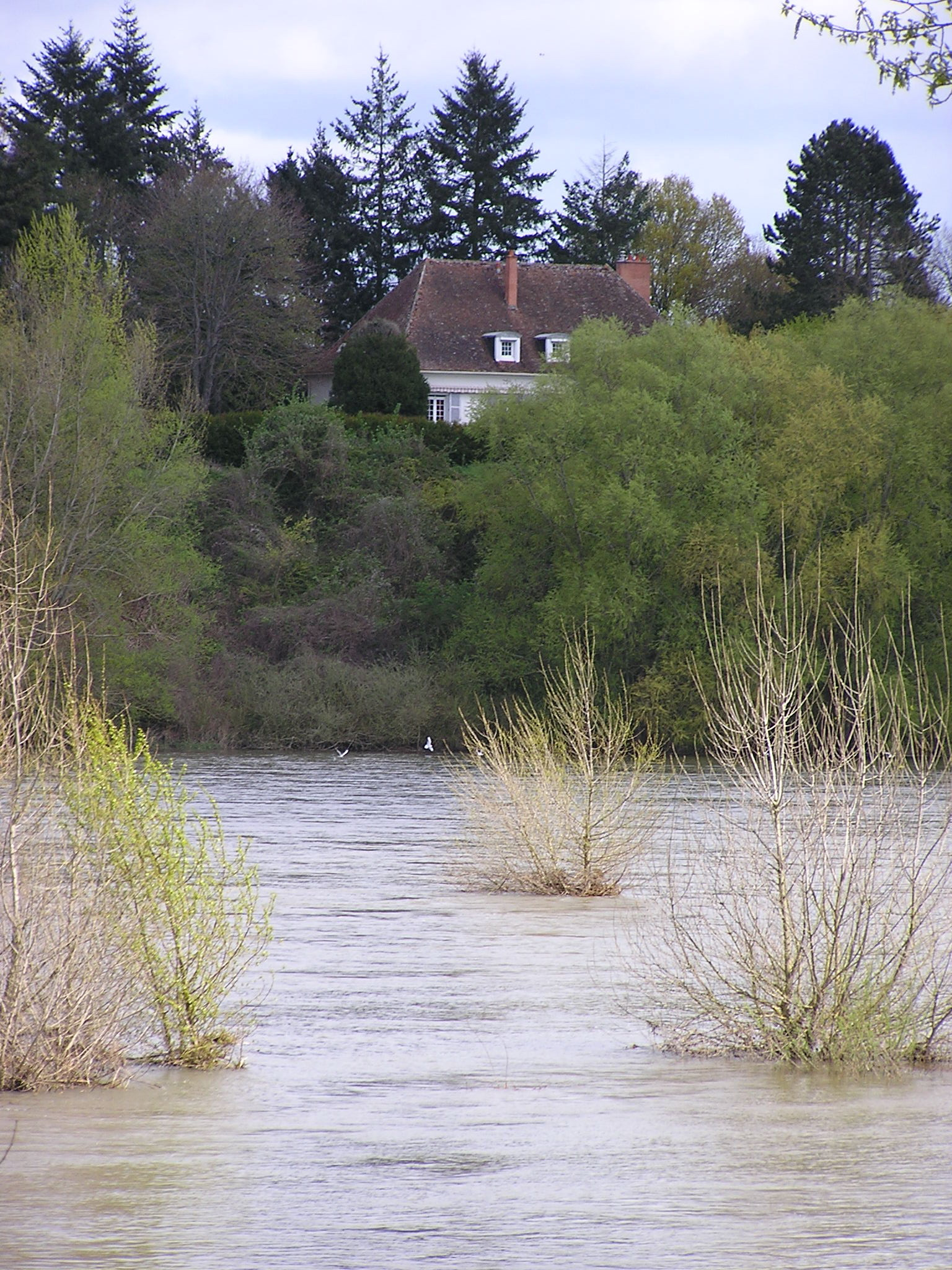
Maurice Genevoix avait cherché une maison sur les bords de la Loire : il n'en trouva pas à Chateauneuf-sur-Loire et « vala » ainsi jusqu'aux Vernelles, à Saint-Denis-de-l'Hôtel.

Gravement atteint de la grippe espagnole en 1919, il retourne chez son père dans le Val de Loire, retrouvant le village de son enfance. Après avoir été écrivain de guerre, il entreprend la peinture du pays de Loire.
En 1927, tirant parti du prix Goncourt décerné pour Raboliot (1925), il rachète une vieille masure au bord de la Loire à Saint-Denis-de-l'Hôtel, au hameau des Vernelles, « une vieille maison, rêveuse, pleine de mémoire et souriant à ses secrets ». Il y passe un premier été avec le chat Rroû, période dont il tirera un roman du même nom. Après la mort de son père en juillet 1928, il s'y installe en 1929, pour un premier séjour qui durera vingt ans. C'est dans cette maison, dans un bureau donnant sur la Loire, qu'il écrira la plupart de ses livres.
Pendant les années 1930, il est souvent calomnié par des nationalistes français, dont des Croix-de-Feu, des cagoulards, ou des Camelots du roi, qui lui reprochent le fait que pendant la Première Guerre mondiale, il n'a été soldat que d'août 1914 à avril 1915, soit moins d'un an. Il fut profondément meurtri par ces attaques, du fait qu'il avait été grièvement blessé en avril 1915, et en était resté marqué dans sa chair. À la même époque, après la sortie du film Les Croix de bois, le comédien Charles Vanel sera lui aussi victime des nationalistes, car il ne fut militaire mobilisé que deux mois, en 1914, avant de souffrir de troubles psychiques et psychologiques, menant à sa réforme.    
Le 25 août 1937, Maurice Genevoix épouse Yvonne Louise Montrosier (1908-1938), médecin originaire de Saint-Victor-et-Melvieu, près de Saint-Affrique, qui meurt l'année suivante. En septembre 1939, il apprend que la France et la Grande-Bretagne ont déclaré la guerre à l’Allemagne alors qu'il est en voyage au Canada. De juin 1940 à début 1943, il quitte les Vernelles, en zone occupée, pour s'installer en Aveyron, chez ses beaux-parents. Il y écrit Sanglar (rebaptisé plus tard La Motte rouge), un épisode romanesque des guerres de Religion, dont l'épigraphe d'un moine de Millau évoque à mi-mot l'Occupation : « C'était un temps fort calamiteux et misérable. » Il épouse le 27 février 1943 Suzanne Neyrolles (1911-2012), veuve, déjà mère d'une fille prénommée Françoise, puis rejoint les Vernelles, qu'il retrouve saccagées. En 1944 naît sa fille, Sylvie.

### Académie française
Il est élu sans concurrent à l’Académie française le 24 octobre 1946, le même jour qu’Étienne Gilson, puis reçu le 13 novembre 1947 par André Chaumeix au fauteuil de Joseph de Pesquidoux. Il s’était porté candidat plus tôt la même année au fauteuil de Louis Gillet, mais s'était retiré devant Paul Claudel. Quatre ans plus tard, il s’installe à Paris, ville qu’il apprend à aimer, dans un appartement de l’Institut, quai Conti.
Il devient secrétaire perpétuel de l’Académie française en octobre 1958, succédant à Georges Lecomte. De 1958 à 1963, il rédige personnellement le discours d'attribution à chaque lauréat des grands prix de littérature, du roman, de poésie ou d’histoire (Grand prix Gobert). Sous son impulsion, l’Académie française affirme sa présence et sa compétence au sein du Haut Comité de la langue française, créé en 1966, et du Conseil international de la langue française. Sous son autorité ont été créées les commissions ministérielles de terminologie qui proposaient des équivalents aux termes anglais proliférant dans les vocabulaires scientifiques et techniques. Les propositions étaient soumises à l'Académie des sciences et à l'Académie française avant d'être officialisées par arrêté ministériel (le premier arrêté ministériel date de 1972).
Il démissionne du poste de secrétaire perpétuel de l’Académie en janvier 1974, ce qu’aucun secrétaire perpétuel n'avait plus fait avant lui depuis Georges Duhamel en 1946 . À 83 ans, il pense en effet qu’il a encore d'autres livres à écrire, et doit pour ce faire se démettre de ses fonctions. D’aucuns verront dans cette démission l’expression de son goût pour la liberté.

### Retraite aux Vernelles

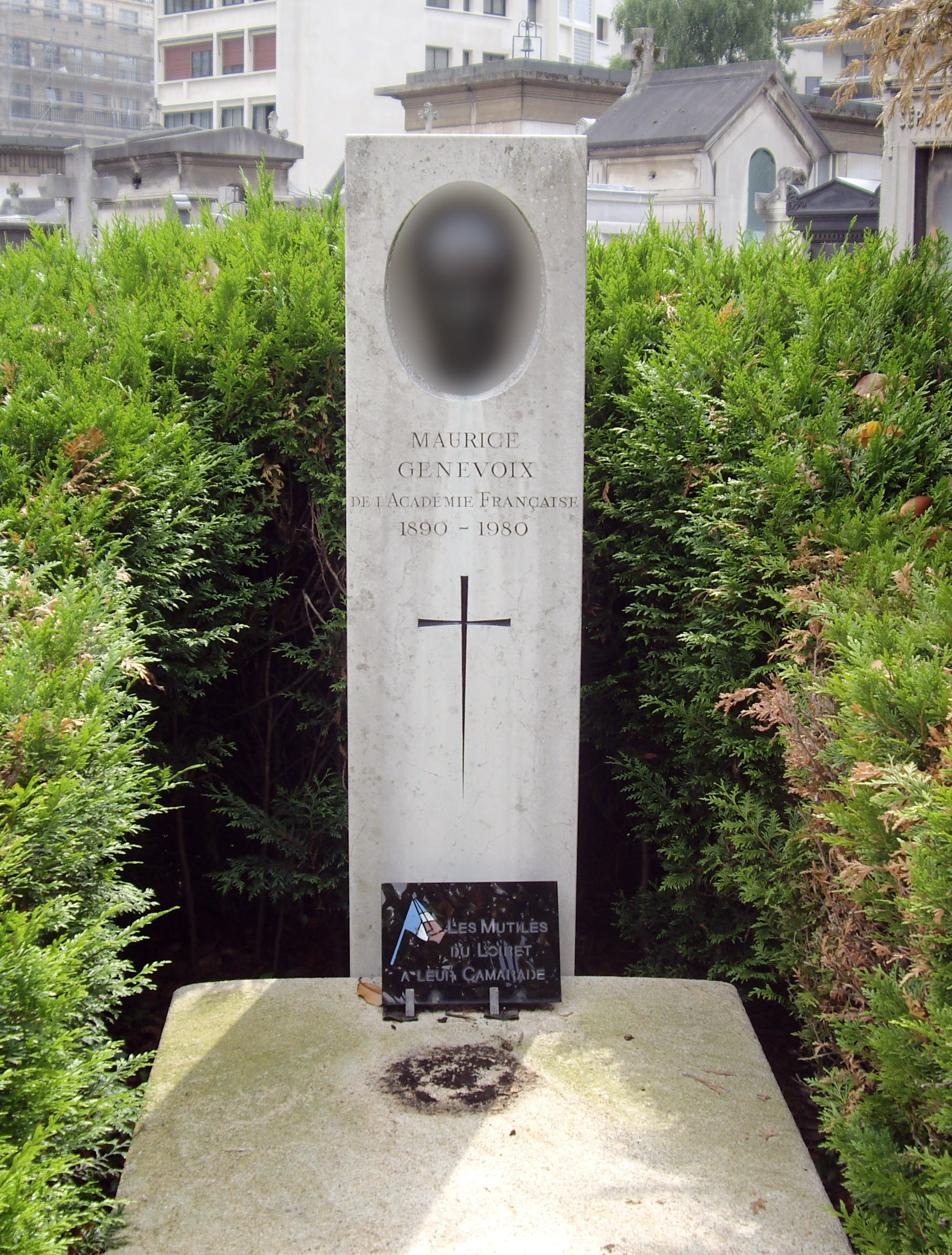
L'ancienne tombe de Maurice Genevoix au cimetière de Passy à Paris.

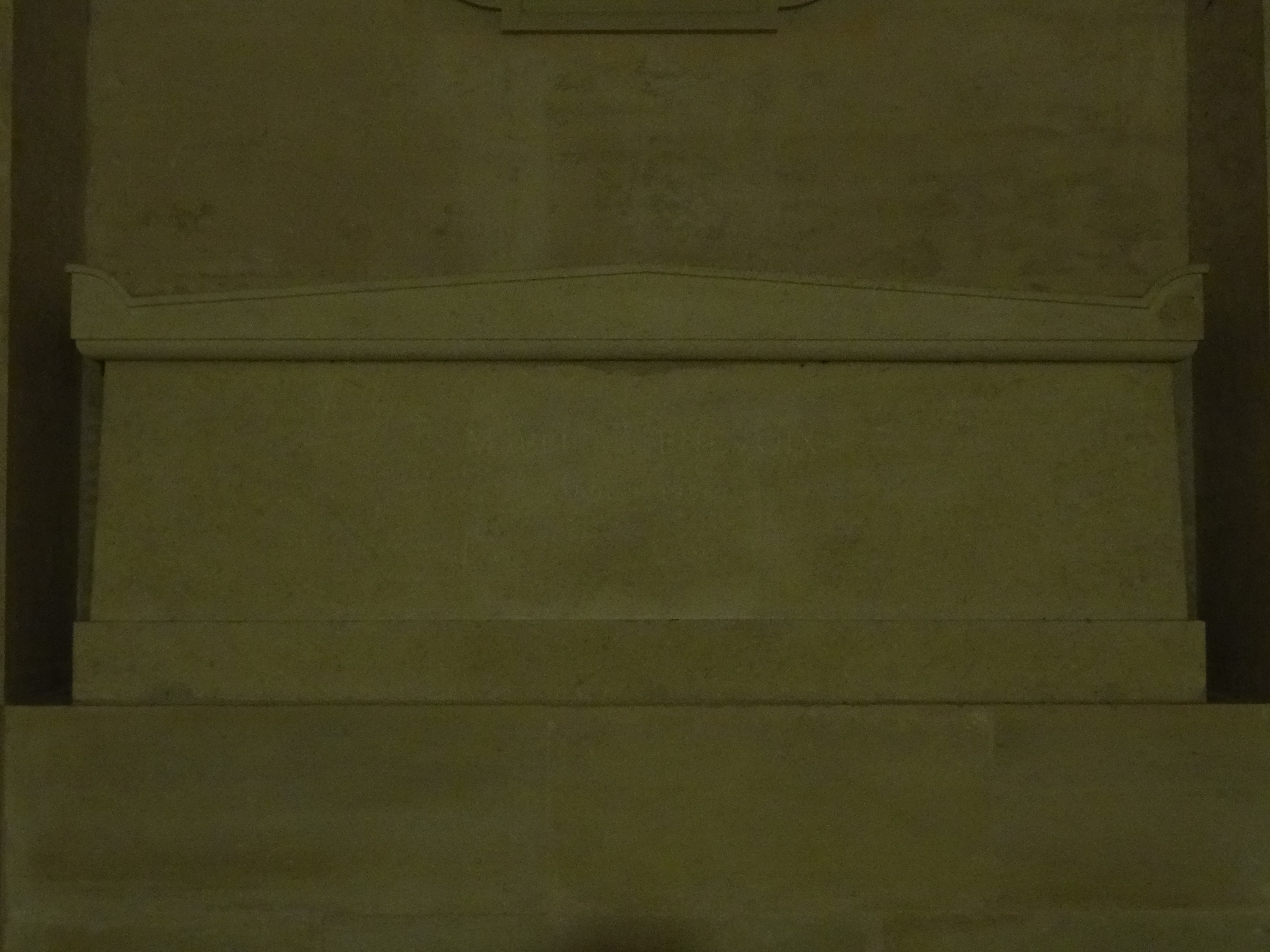
Le tombeau de Maurice Genevoix au Panthéon (caveau numéro 13).

Maurice Genevoix quitte alors Paris pour retrouver les Vernelles qu'il considère comme son port d'attache. Devenu octogénaire, il écrit régulièrement et publie Un jour (1976), puis Lorelei (1978) et Trente mille jours (1980). À l'âge de 89 ans, il nourrit encore un projet de roman, traitant du passage de l'enfance à l'adolescence, avec l'intention de mettre en épigraphe une citation de Victor Hugo : « L'un des privilèges de la vieillesse, c'est d'avoir, outre son âge, tous les âges. » Il conserve jusqu'à sa mort ses facultés intellectuelles ; il est même, pendant les dix dernières années de sa vie et jusqu'à sa mort, de 1970 à 1980, président de la Société des Amis du Muséum national d'histoire naturelle. Il a aussi présidé Défense de la langue française entre 1960 et 1980 .
Maurice Genevoix était favorable à la langue internationale espéranto, comme en témoigne cette réponse à Pierre Delaire dans une émission radiodiffusée de la RTF du 18 février 1954, en jugeant notamment que « l'espéranto est en mesure d'exprimer les nuances les plus subtiles de la pensée et du sentiment (...) et [qu']il ne peut pas porter ombrage aux fidèles des langues nationales ».
Il meurt d'une crise cardiaque le 8 septembre 1980, alors qu'il est en vacances dans sa maison d'Alsudia-Cansades, près de Xàbia (province d'Alicante) en Espagne. Sur sa table d'écrivain, il laisse inachevé son projet de roman intitulé Vent de mars, de même qu'un autre projet, Nouvelles espagnoles . Il fut enterré au cimetière de Passy (12e division) à Paris.
Le 11 novembre 2020, sur décision du président Emmanuel Macron et après un report d'un an, ses cendres sont transférées au Panthéon.

## Œuvre
L'ensemble de l'œuvre de Maurice Genevoix procède du témoignage de ce qu'il tient pour mémorable : la vie dans une bourgade au bord de la Loire à la fin du XIXe siècle, les premiers mois de la Grande Guerre, les scènes de la nature et de la chasse en Sologne ou au Canada, le quotidien des hommes dans les colonies françaises. Ses livres sont plus souvent des récits que des fictions. Il est généralement présenté comme un écrivain sensible, animé du désir de perpétuer . Il fait appel à sa mémoire sensorielle peu commune, mais chaque ouvrage est précédé d'une minutieuse recherche documentaire,.

### Récits de guerre

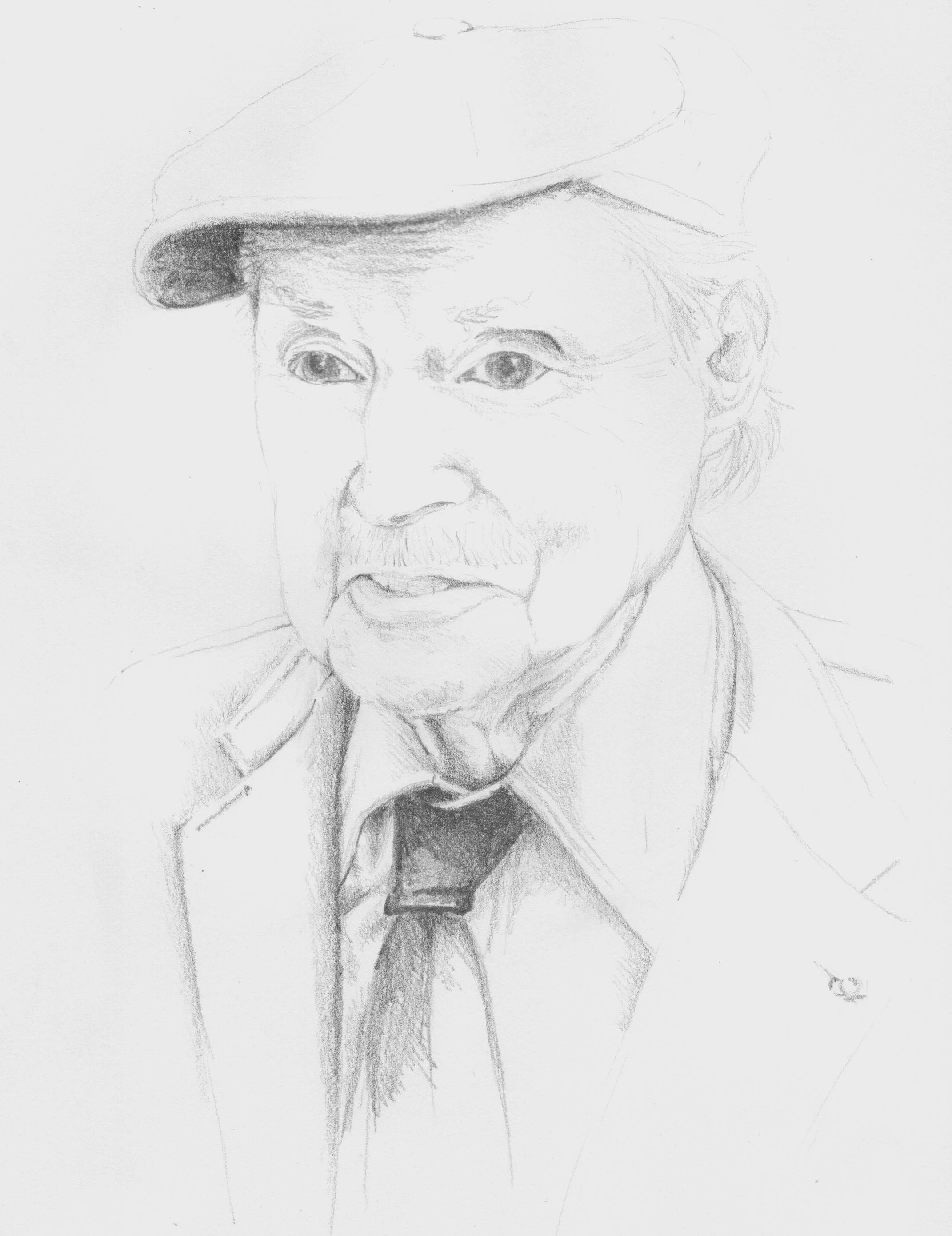
Portrait réalisé par Anne Tassin (photo Jacque Tassin).

L'œuvre de Genevoix doit à sa formation initiale d'écrivain de guerre. Il trouvera son registre dès le premier livre. Par la suite, il gardera le même souci d'exactitude et de précision dans l'évocation des instants gardés en mémoire. Il se révèle persuadé que toute exagération ne peut qu'affaiblir l'effet de la réalité, et n'aspire qu'à rester un témoin fidèle et scrupuleux. Ses lectures l'y avaient préparé : à l'école de Maupassant, comme à celle de Stendhal et de Tolstoï, Maurice Genevoix avait appris la simplicité de la narration.
En décembre 1915, ses carnets de guerre rassemblent quelques notes griffonnées (ordres de bataille, instructions diverses, liste des secteurs, dates). Les quatre premiers chapitres de Sous Verdun sont esquissés sur le front, dans les intervalles de repos. Le reste tient à l'exercice de la mémoire. Ces notes de guerre s'achèvent en effet très tôt, le 6 septembre 1914 . Maurice Genevoix regrettait que l'on eût souvent donné une importance exagérée à ces carnets. Les lettres de 1915 qu'il écrivit, du front, au secrétaire général de l'École normale supérieure, Paul Dupuy, sont davantage documentées. Ernest Lavisse, directeur de l'école, avait chargé Paul Dupuy de conserver toute une correspondance des élèves envoyés au front, qui devait servir de documents pour rédiger plus tard une histoire de la guerre. Cette correspondance semble avoir depuis été égarée . Quelques mois plus tard, au terme du séjour hospitalier de Genevoix, Dupuy devient l'intercesseur auprès des éditions Hachette, en la personne de Guillaume Bréton, qui remet alors à l'ancien normalien un contrat pour un livre qu'il rédigera en quelques semaines. Entre-temps, Dupuy n'aura cessé d'exhorter Genevoix d'écrire, alors même que celui-ci n'avait pas encore quitté l'hôpital de Dijon, l'encourageant à reprendre jour par jour tous ses souvenirs. Ainsi écrit-il le 16 juin 1915 : « C'est votre pouvoir à vous de charger de sens les moindres mots ou les gestes les plus simples. » Puis le 20 juin 1915, se faisant plus pressant : « J'aurais un grand chagrin si tout ce qu'il y a d'art en toi demeure en l'état de puissance latente et ne se réalise pas dans la plus riche des matières . »
C'est le désir de témoigner qui le décide à écrire. Son récit, parfois interprété comme une thérapie par l'écriture, est servi par une mémoire sensorielle peu commune. Son témoignage de soldat, relaté dans cinq volumes écrits entre 1916 et 1923, tous parus chez Flammarion, et rassemblés par la suite sous le titre Ceux de 14, est un document précieux sur la vie des poilus. La censure s'est attardée sur les deux premiers récits qui, la guerre n'étant pas encore achevée, montrait trop la réalité des combats et, plus encore, relatait parfois des paniques. Les coupes furent de ce fait nombreuses (plus de 269 pages lors de la première édition). Ces écrits sont considérés comme l'une des plus grandes œuvres de guerre,,. L'un des premiers, Jean Norton Cru, ancien combattant et professeur aux Etats-Unis, après avoir analysé tous les livres parus sur la Grande Guerre entre 1915 et 1928 en appliquant « à la littérature sur la guerre […] les méthodes de la critique universitaire », reconnaît comme « une sorte de miracle » la vérité du récit de guerre et le talent de Genevoix dans les cinq livres qui constitueront Ceux de 14. 
Dans la longue présentation de douze pages (préface et postface) qu'il donne en 1959 à Vie et mort des Français, 1914-1918, simple histoire de la Grande Guerre, ouvrage co-rédigé par André Ducasse, Jacques Meyer et Gabriel Perreux (tous trois Normaliens et anciens combattants de la Grande Guerre), Maurice Genevoix - qui estime tout particulièrement les livres d'histoire de guerre « honnêtes, scrupuleux, généreux, et riches d'une expérience de témoins […], saisis au cœur de l'événement et mûris à sa brûlure » - cite la phrase suivante tirée du récit La guerre, mon vieux... de Jacques Meyer : « La guerre, mon vieux, tu sais bien ce que c'était. Mais quand nous serons morts, qui donc l'aura jamais su? ».

### Livres régionalistes

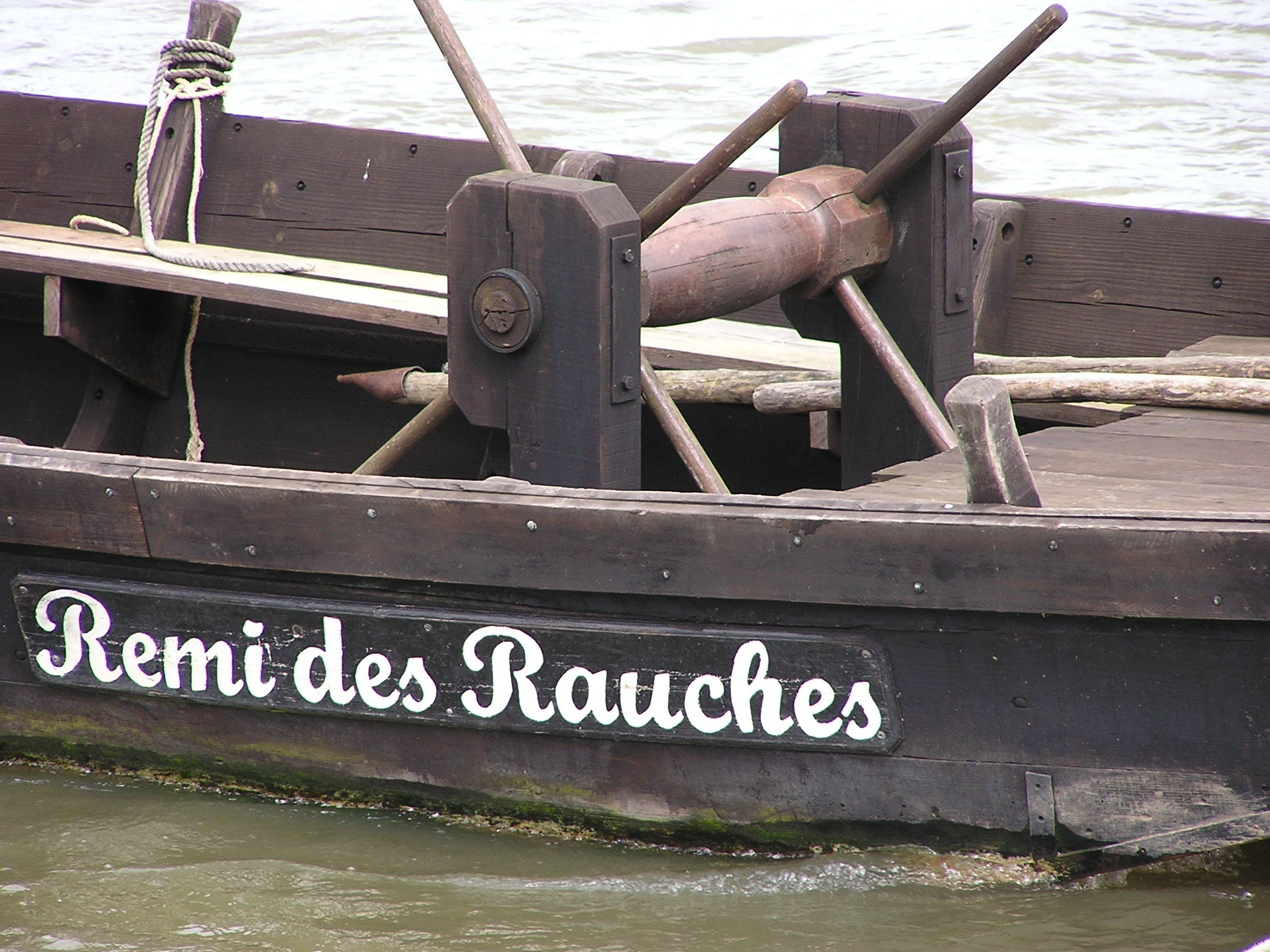
Toue Remi des Rauches, construite pour le centenaire de la naissance de Maurice Genevoix.

Une seconde période démarre avec Remi des Rauches , roman publié en 1922, qui vaut à son auteur un prix Blumenthal. Le roman est une transposition littéraire de la guerre, la crue de la Loire évoquant la boue des Eparges, la nostalgie du village aimé, et le souvenir des camarades tués .
Cette période féconde est couronnée par Raboliot qui obtient le prix Goncourt en 1925. Raboliot est un roman sur la Sologne où un anti-héros braconnier défend sa condition d'homme libre. Le soir même du prix, il reprend le train pour Châteauneuf, mettant comme son héros cette liberté au-dessus de tout. L'écrivain ne donnera pas suite à ce qui était alors, comme il s'en expliquera dans la préface à sa biographie Au cadran de mon clocher, les premiers volumes d'un cycle consacré au peuple de la Loire. Sa curiosité, tout autant qu'un constant besoin de poésie, auront raison de ce projet. Maurice Genevoix a été souvent qualifié d’écrivain régionaliste pour avoir souvent célébré le Val de Loire, étiquette qu'il n'aimait guère. Ses livres rapportant ses voyages à l'étranger, ses écrits de guerre, de même que les thèmes universels qu'il aborde, témoignent cependant d'une dimension beaucoup plus large de l'ensemble de son œuvre.

### Livres de voyages
Maurice Genevoix voulait enseigner à l'étranger. Contraint par ses blessures de choisir une autre orientation, il conserve cependant le goût du voyage. Il visite les grandes villes d'Afrique du Nord en 1934, puis parcourt le Canada durant quelques mois en 1939, de la Gaspésie aux Rocheuses. De sa rencontre avec deux trappeurs « alliant une bonhommie et une morosité agressive », il tire un roman, La Framboise et Bellehumeur. Puis il visite l'Afrique, précisément le Sénégal, la Guinée, le Soudan (1947) et le Niger , quelques années plus tard (1954). De son voyage en Guinée naît Fatou Cisse, un roman sur la condition des femmes en Afrique Noire. Il part également en Suède en 1945, et au Mexique en 1960. Mais il reste avant tout séduit par ce Canada sauvage qui le ramène à ses propres fondements : la forêt, le fleuve, mais aussi les bêtes libres.

### Romans-poèmes

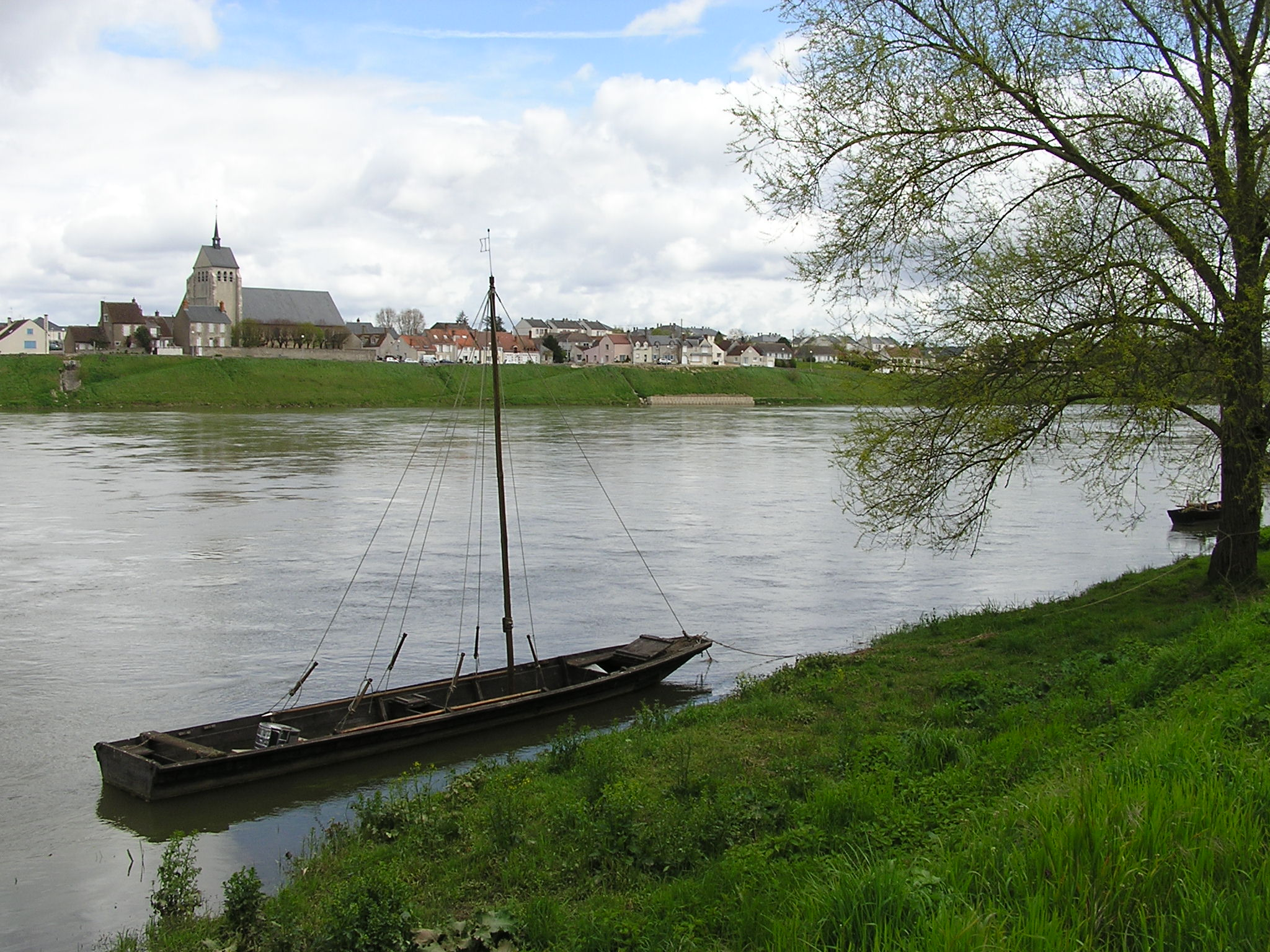
La Loire coule dans l'œuvre entière de Maurice Genevoix.

Les romans-poèmes (Forêt voisine, la Dernière Harde, la Forêt perdue) que Maurice Genevoix écrit aux Vernelles sont des œuvres où il manifeste son talent poétique.
Dans une interview relative à la Forêt perdue, il reconnaît que cette poésie convole avec la magie. Certains critiques considèrent ces romans-poèmes, qui accordent une grande part à la description de la vie animale et à la chasse, comme des romans spécialisés . La Dernière Harde, pourtant dénué de péripéties mais touchant, comme la Forêt perdue, à une certaine grandeur épique, est considéré par certains écrivains comme le meilleur roman de Maurice Genevoix,,, .
Le songe n'est jamais loin dans cette partie de l'œuvre . « L'histoire que voici, je l'ai rêvée à partir d'un mot », prévient-il en préface de La Forêt perdue. Les décors aquatiques de la Loire, présents dans plusieurs autres romans, invitent au rêve.
Maurice Genevoix fera partie des premiers comités de la Société des poètes et artistes de France à la fin des années 1950 et au début des années 1960.

## Thèmes

### L'enfance

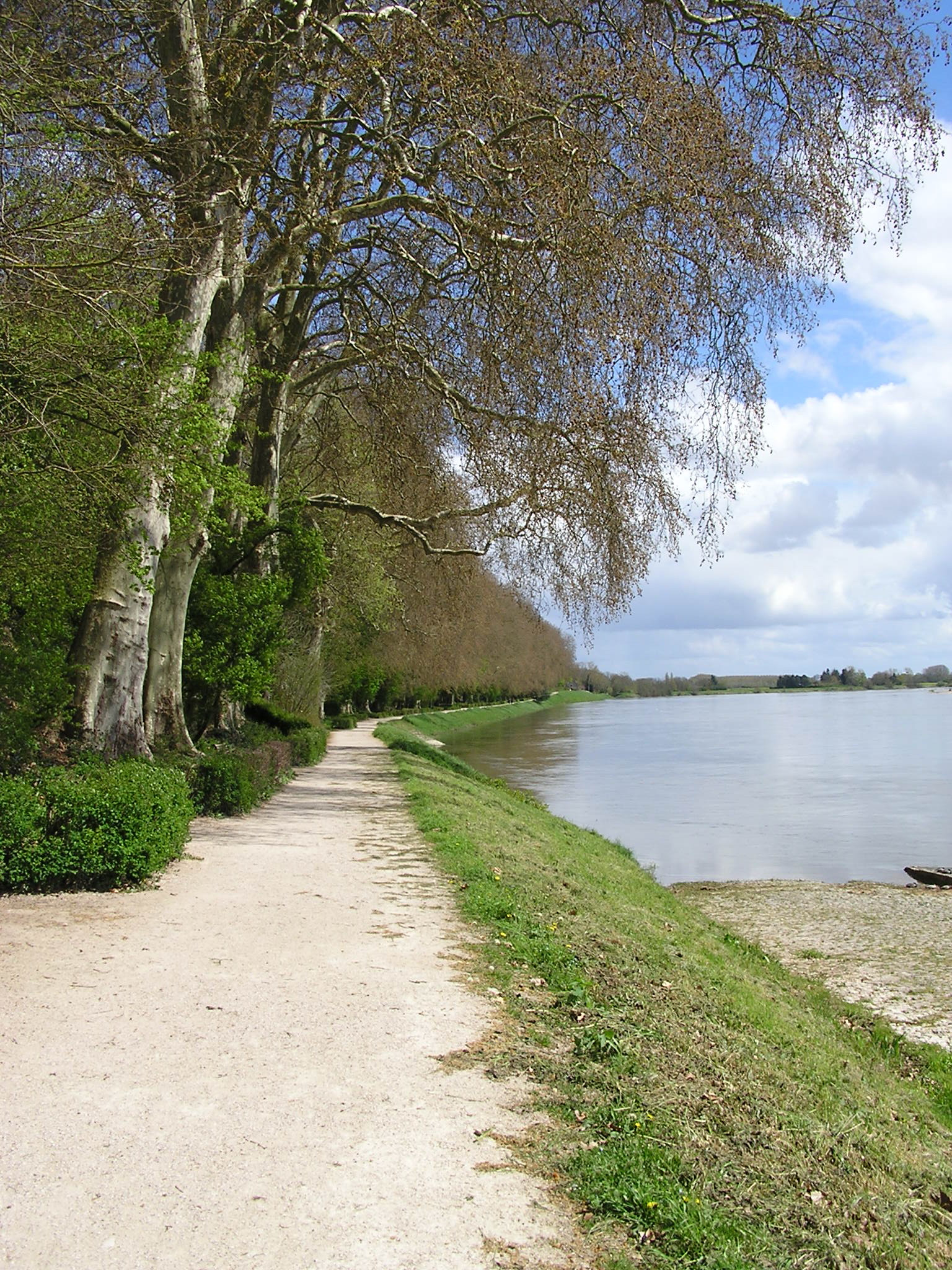
Le Chastaing, l'un des sites privilégiés de l'enfance de l'écrivain.

Maurice Genevoix est marqué par son enfance où il puise son inspiration  : 

« Il suffit que j'y songe encore pour retrouver une très lointaine ivresse : de joie de vivre, d'augmentation de l'être, de capiteux et éternel printemps. Et comment me tromper à ce délicieux vertige ? C'est l'enfance  ! »

C'est de l'enfance qu'il se réclame , la comparant à une plaque hypersensible.
Rares sont ses romans qui ne font pas directement référence à sa propre enfance. Remi des Rauches (1922) puis la Boîte à pêche (1926), remettent à jour des souvenirs d'enfance parsemés de lieux-dits où il aimait pêcher, comme la Ronce, le Chastaing ou l'Herbe Verte. Les Compagnons de l'Aubépin (1938) rapporte le séjour au bord de l'eau d'un groupe de jeunes garçons « dépositaires du chevaleresque  ».
Dans L'Aventure est en nous, se retrouve, sous les traits de François Montserrat, le lycéen Genevoix, vif et frondeur. Mais c'est aussi dans les derniers écrits (Trente Mille jours, Jeux de glaces) que se révèle le plus fidèlement son enfance. L'amitié qu'il accorde à ses proches, est présente d'un bout à l'autre de son œuvre, du Porchon de Sous Verdun (1916) au d'Aubel de Un Jour (1976) .

### La mort
À l'âge de quatre ans, durant l'hiver 1894, il échappe de peu à la mort alors qu'il contracte le croup. La mort continuera de hanter l'ensemble de son œuvre. À neuf ans, il voit pour la première fois « couler le sang », le sentant refroidir et se figer autour de sa jambe brisée qu'il s'agit de guérir dans l'échaudoir d'un boucher. « Une médication de Bantou », lâchera-t-il l'année précédant sa mort. À douze ans, la perte de sa mère le confronte à la réalité de la mort.
Mais c'est au Front qu'il la côtoie sous sa forme la plus effroyable. Il y fera l'expérience de ce « vide glacial » que laisse à ses côtés le compagnon fauché dans sa course, et qui ne cessera jamais de le poursuivre. Un épisode qu'il remettra notamment en scène dans la Dernière Harde où le Cerf rouge, fuyant avec sa mère sous les balles des chasseurs, sent à son tour contre lui ce même « vide glacial, extraordinairement profond, qui le suivait dans son élan ». Il publie en 1972 un essai sur ce thème, La Mort de près, s'agissant d'une mort dont il s'attache à dépeindre la fréquentation quotidienne au cours de la guerre. Là encore, il se pose en simple témoin.

### La nature

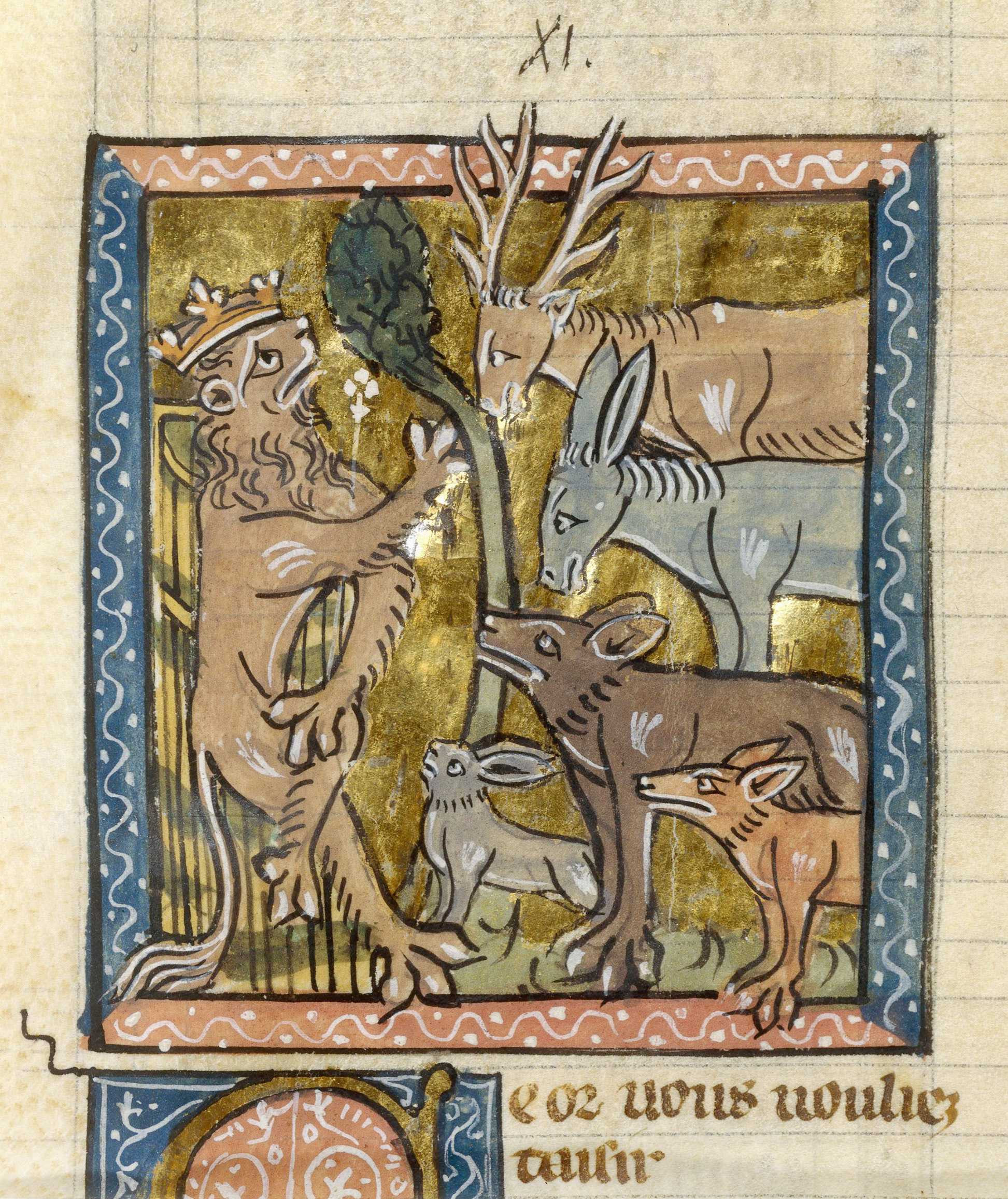
Le Procès de Renart (enluminure du XVIe siècle), attribué à Maître de Thomas de Maubeuge, fonds de la BNF.

Tous les romans de Maurice Genevoix sont un hymne à la vie  où il évoque notamment une complicité à la vie animale. Qualifié parfois de naturaliste lyrique, il évite cependant l'excès de style, la profusion de sentiment, et s'en tient à la poésie des harmonies présentes dans la nature. Son travail est lié à son aptitude à capter et exprimer les sensations du fond de l'être, y compris dans sa nature la plus proche de l'animal, et à se mettre parfois à la place, par des procédés littéraires relevant de l'anthropomorphisme, d'un autre vivant, d'un cerf ou d'un chat.
La complicité avec l'animal trouve son apogée dans Le Roman de Renard, dont le héros se bat également pour une soif de liberté, et dont l'écriture évoque La Dernière Harde . Genevoix s'affirme alors avec Louis Pergaud comme l'un des meilleurs écrivains animaliers.
Bien que ses romans s'y réfèrent il se défend d'aimer la chasse. La guerre lui en a ôté le goût, qu'il reconnaît avoir eu auparavant. Il y retrouve son propre goût de la quête, très présent dans Raboliot, mais il réprime ce qui s'apparente à la tuerie, qu'incarne le Grenou de La Dernière Harde.

« L'attention qu'il porte à l'ensemble de la chaîne du vivant va faire du "vieux" Genevoix le chantre de l'écologie dès le début des années 70. »

### La mémoire
Genevoix reste pour une bonne part de son œuvre le chantre de la mémoire. Les mots qu'il emploie montrent son travail de mémorisation puis de témoignage, tel le titre donné à l'un de ses Bestiaires, qualifié de Bestiaire sans oubli . Il conservera des traces de son enfance, notamment ses cahiers scolaires, et gardera les travaux de création de ses romans. L'homme est à ses yeux « comptable de ce qu'il est en mesure de transmettre ». Cette mémoire lui est un instrument d'investigation qu'il met au service de ses camarades de guerre, mais également afin de perpétuer les scènes de son enfance.

## Influences littéraires

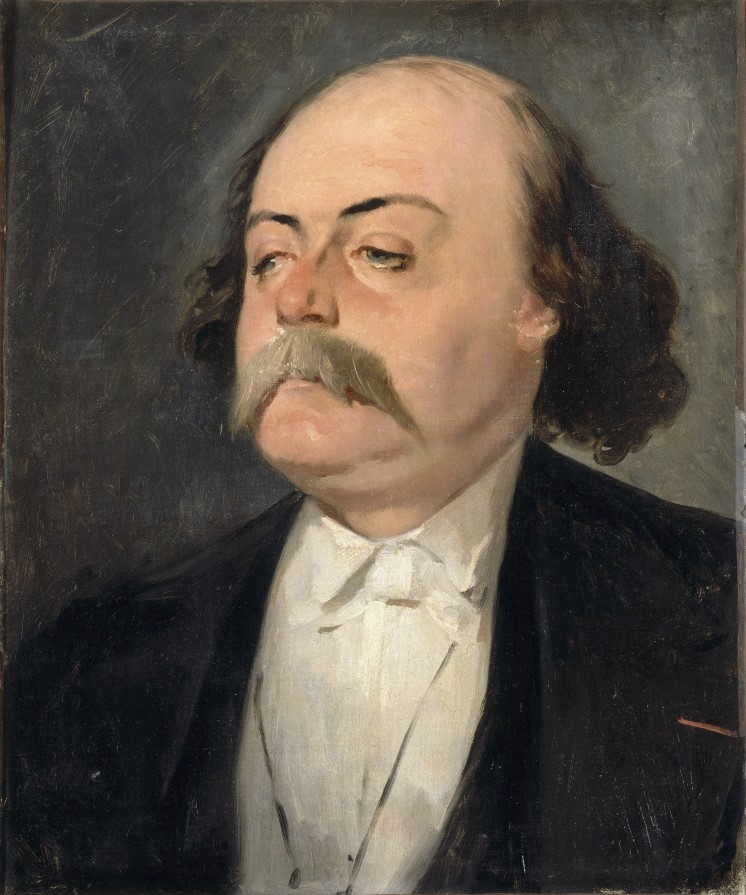
Gustave Flaubert par Pierre François Eugène Giraud.

### Lectures d'enfance et d'adolescence
Il s'avoue marqué par L'Enfant des bois, d'Élie Berthet, qui l'invitera à de premières rêveries, puis par Le Livre de la jungle de Kipling dont il restera marqué  et qui, bien plus tard, l'invitera au voyage. Adolescent, le besoin d'écrire se manifeste sous la forme de premiers poèmes. Il découvre Daudet, puis Balzac.
Il découvre également Stendhal, Tolstoï et Flaubert. Maurice Genevoix admire sa capacité à s'investir dans ses propres personnages. Devenu Normalien, il étudie Maupassant, qu'il apprécie pour la simplicité de son écriture, son honnêteté et son naturel. Mais si l'on retrouve l'ombre de Maupassant chez Genevoix, c'est sous un jour « moins amer, plus humain ».
Au lycée Pothier d'Orléans, il a pour professeur de lettres Émile Moselly (Émile Chenin de son vrai nom), auteur de Jean des Brebis, qui reçut le prix Goncourt en 1907. Celui-ci adressera à l'auteur frais émoulu de Sous Verdun une lettre émouvante datée du 28 mai 1916 : « Je désirerais savoir si l'auteur de Sous Verdun et le petit Genevoix, l'élève intelligent et vif que j'ai eu comme élève à Orléans, ne sont qu'une seule et même personne. Dans ce cas, permettez-moi d'embrasser tendrement et fortement le lieutenant Genevoix pour l'âme vaillante qu'il me révèle. Permettez-moi surtout de dire au Normalien Genevoix, qu'il est déjà un grand artiste, de la race des beaux écrivains, et que son maître un jour sera très fier de lui. »

### Lectures universitaires
Conscient des limites de son art, il évite les controverses littéraires. Il se tient en retrait de la psychanalyse et raille volontiers les critiques qui croient déceler chez lui les clés de l'écriture de certains de ses romans.
Il conduit son existence d'académicien en dehors des chapelles littéraires, peu sensible aux thèses générales. Dans Un Jour, Genevoix cite Ralph Emerson : « Nous savons plus que nous n'assimilons  ».

## Style
La volonté de témoigner accompagne les récits de Maurice Genevoix, où il relate les faits d'histoire dans leur exactitude objective, mais également dans ses romans-poèmes, où il s'attache à dépeindre les sentiments qui l'unissent à la nature . Il cède volontiers aux élans de la poésie, qu'il juge la mieux apte à faire apparaître les choses dans leur réalité première. Écrire, c'est à ses yeux livrer à autrui ce que l'on croit avoir en soi de plus précieux et de plus rare. Ainsi est-il conscient de sa singularité, de sa façon propre de percevoir et de sentir. Il revendique le don de création et raille les écrivains cédant aux tentations de la virtuosité. Il s'attache à voir les choses dans la fraîcheur de leur création. Il fut il est vrai, dès sa plus tendre enfance, initié par les « simples ». Ainsi dira-t-il de Daguet, un valet piqueux, qui deviendra La Futaie dans La Dernière Harde, puis La Brisée dans La Forêt perdue, qu'il lui a appris « à lire sur la feuille morte, dans la coulée de glaise, sur la grève du ru forestier ». Il en conservera à jamais le sens des signes , qu'il relève partout au cours de ses promenades .
Le mot est sûr et simple. Ses manuscrits sont peu raturés. « Mais cela ne prouve qu'une chose, précise-t-il : c'est que je ne fixe la phrase, noir sur blanc, qu'après l'avoir élaborée mentalement, orientée, affermie, retouchée. Les ratures, les corrections, ne sont guère qu'une dernière toilette : comme on lime ou polit les bavures, après la fonte. » Un lyrisme pudique, dominé et serein, anime continuement le texte. La richesse du vocabulaire, qui intègre volontiers des termes régionaux ou de l'ancien français, contribue à renforcer son écriture. Maurice Genevoix a la passion des mots exacts. On lui reprochera pourtant parfois une virtuosité sémantique, un excès verbal qu'il reconnaîtra lui-même dans certains de ses romans, notamment à propos des dernières pages de Sanglar. C'est cependant par la précision du vocabulaire, qui permet de témoigner sans trahir, que Genevoix entend assurer le rôle de témoin qu'il s'est assigné. Au reste, il se garde d'en abuser. Il lui eût été aisé d'y recourir dans ses romans du Moyen Âge (Le Roman de Renard et La Forêt perdue), mais il a préféré l'exactitude de la narration.

## Place dans la littérature duXXesiècle

### Maurice Genevoix et les «écrivains de terroir»
Le terroir constitue dans l’entre-deux-guerres un axe narratif essentiel. Les écrivains qui s’y consacrent visent l’universalité des relations de l’homme à la nature, recherchant par d’autres voies une réponse aux questions sur la condition humaine. La description de la nature y présente des valeurs poétiques spécifiques, qui guident certaines œuvres de Charles-Ferdinand Ramuz, Henri Pourrat, Jean Giono, Henri Bosco et Maurice Genevoix.
Ces écrivains qualifiés de « régionalistes », ou « de terroir », renouvellent ainsi la tradition du roman rustique inaugurée par George Sand. Ils manifestent une adhésion à l’ordre naturel du monde face à une civilisation moderne, sorte de rousseauisme commun à ces écrivains de terroir. Descripteurs des scènes naturelles, ils s’identifient chacun à un peintre : Ramuz à Cézanne, Bosco à Van Gogh, et Genevoix à Maurice de Vlaminck. Ce réalisme optique sera développé par la suite par le nouveau roman. Mais les romans des écrivains de terroir sont aussi parfois de véritables études de mœurs. Chez Genevoix, la description de Raboliot, braconnier solognot, en constitue un exemple.
Chez Genevoix, le réalisme disparaît parfois sous des réseaux de correspondances et de symboles, telles que l’exigeaient leur considération romantique. Le symbole, ou le signe, comme s’en exprimera Maurice Genevoix dans Un Jour, reste un moyen privilégié de relation entre l’homme et l’univers. Avec ces autres écrivains, Maurice Genevoix abolit parfois le temps.
Plusieurs de ses romans, comme La Forêt perdue, sont présentés comme relevant tout simplement de temps anciens. D’autres scènes, tel le mouvement en avant du Cerf Rouge de La Dernière Harde, consentant à sa propre mise à mort, sont propices à l’effacement du temps.

### Maurice Genevoix parmi les «écrivains de guerre»
À la remise du prix Blumenthal pour Remi des Rauches, Genevoix raconte qu'André Gide lui précisa que la « littérature de guerre » ne relevait pas à ses yeux de la création littéraire, mais que son roman l'avait « rassuré ». En retour, la littérature apparaissait incompatible avec la vérité historique. Or, Ceux de 14 inaugure l’association de la vérité documentaire et d’une technique littéraire qui autorise l’expression d’un point de vue scrupuleusement objectif.
La plupart des témoins de la Grande Guerre ont fait passer leur témoignage du niveau de la sphère intime à celui de la sphère publique. Les quelque 300 ouvrages publiés à Paris et analysés par Jean Norton Cru, qui épingle Roland Dorgelès (les Croix de bois) comme Henri Barbusse (Le Feu) pour leur recherche de sensationnel selon Michel Bernard, relèvent souvent de cette veine. Jean Norton Cru, dans son ouvrage Témoins, a dit de Maurice Genevoix qu'il occupe le premier rang des écrivains de guerre et lui a attribué une valeur de témoignage de combattant lui valant de figurer dans la catégorie n° I, c'est-à-dire celle qualifiée d'excellente par Norton Cru. Cela contribuera à porter Genevoix au pinacle des écrivains de guerre, d’où naîtront notamment les « classes Genevoix », mises en œuvre en 1998 et 1999. Il s'agissait pour les élèves d’appréhender la Grande Guerre à travers Ceux de 14, non seulement en confrontant les points de vue historique et littéraire lors d’une étude en classe, mais encore en se rendant sur la crête des Éparges.
Ceux de 14 est souvent mis en vis-à-vis d'Orages d’acier, le journal de guerre d’Ernst Jünger publié en Allemagne en 1921. Son gendre Bernard Maris s'en fait l'écho, relatant ses échanges avec son épouse Sylvie Genevoix, fille de l'écrivain, dans L'Homme dans la guerre. Maurice Genevoix face à Ernst Jünger.

## Liste des œuvres

### Romans et récits
Les œuvres de Maurice Genevoix ont été éditées chez Flammarion, Le Livre contemporain, Plon, Le Seuil, Grasset, Les Étincelles, Gallimard, Bibliothèque des Arts et Gautier-Languereau.
- Sous Verdun, août-octobre 1914 (coll. « Mémoires et récits de guerre », Flammarion, 1916)
- Nuits de guerre (Hauts de Meuse) (Flammarion, 1917)
- Au seuil des guitounes (Flammarion, 1918)
- Jeanne Robelin (Flammarion, 1920)
- La Boue (Flammarion, 1921)
- Remi des Rauches (Garnier-Flammarion, 1922 ; Flammarion, 1993)
- Les Éparges[98] (Flammarion, 1923)
- La Joie (Flammarion, 1924)
- Euthymos, vainqueur olympique (Plon, 1924 ; nouvelle version sous le titre Vaincre à Olympie, Paris, Le Livre contemporain, 1960 ; Stock, 1977 ; Le Rocher, 2004)
- Raboliot (Grasset, 1925, couverture illustrée par André Deslignères ; Le Livre de poche no 692 ; une réédition illustrée de bois de Louis-Joseph Soulas a paru aux Editions Fenis, 1928) Prix Goncourt 1925.
- La Boîte à pêche (Grasset, 1926 ; réédition munie d'eaux-fortes de Gaston Barret aux éditions Vialetay, 1957 ; Les Cahiers Rouges, 1983)
- Les Mains vides (Grasset-Seuil, 1928 ; réédition illustrée par Constant Le Breton, J. Ferenczi & fils, 1931 ; Le Seuil, 1987 ; Points Roman n° R622)
- Cyrille (Flammarion, 1929) ; réédité sous le titre La Maison du Mesnil (Le Seuil, 1982 ; Points Roman n° R451)
- L'Assassin (Plon, 1930 ; Le Rocher, 1999)
- Forêt voisine, avec eaux-fortes (Paris, Société de Saint-Eloy, 1931 ; Flammarion, 1933 ; réédition avec 18 photos couleur h.t. par Gautier-Languereau, coll. « Nouveaux Bibliophiles », 1976 - arch. pers.)
- H.O.E. (coll. « Témoignages de combattants français », 8e livre, Les Étincelles, 1931)
- Rroû (Flammarion, 1931 ; La Table Ronde, 2010)
- Hommage à Charles Péguy, par Marcel Abraham, Maurice Genevoix et autres (Gallimard)
- Gai-L'Amour (Plon, 1932 ; Le Rocher, 2000)
- Marcheloup - Un homme et sa vie, tome I (Plon, 1934)
- Tête baissée - Un homme et sa vie, tome II (Plon, 1935)
- Bernard - Un homme et sa vie, tome III (Plon, 1938 ; Flammarion, 1992)Les trois tomes ont été réunis sous le titre Marcheloup, un homme et trois générations par les Éditions Bartillat.
- Le Jardin dans l'île (Plon, 1936 ; Presses-Pocket no 3935)
- Les Compagnons de l'Aubépin, récit pour écoliers (Livre de lecture courante, Hachette, 1937 ; Flammarion, 1938, 1950)
- La Dernière Harde (Flammarion, 1938 ; Garnier-Flammarion, 1988 ; C. Herissey, 2006)
- L'hirondelle qui fit le printemps (Flammarion, 1941) (contes pour enfants)
- Laframboise et Bellehumeur (Flammarion, 1942)
- Canada (Flammarion, (1943, 1945)
- Eva Charlebois (Flammarion, 1944)[99]
- Sanglar (Flammarion, Plon, 1946 ; réédité sous le titre La Motte rouge par Le Seuil, 1979)
- L'Écureuil du Bois-Bourru (Flammarion, 1947)
- 63° 30 (nouvelle dans France-Illustration littéraire et théâtrale, no 7, septembre 1947, Paris)
- Afrique blanche, Afrique noire (Flammarion, 1949 ; réédité par Éditions Grandvaux, 2009)
- Ceux de 14, roman (comprenant Sous Verdun / Nuits de guerre / La Boue / Les Éparges) (éditions G. Durassié & Cie, 1949 ; édition définitive, Flammarion, 1950 ; Points n° P231, 2007)
- Le Chevalet de campagne, illustré de lithographies de Roger Reboussin (Paris, Durel, 1950)
- L'aventure est en nous (Flammarion, 1952)
- Fatou Cissé (Flammarion, 1954, réédité en 1992  (ISBN 978-2080602558) ; Garnier-Flammarion, 2025)
- Vlaminck (Flammarion, 1954)
- Claude Rameau (Innothéra, 1955)
- Le Petit Chat (ill. de photographies de Ergy Landau) (Arts et Métiers Graphiques, 1957)
- Le Roman de Renard (Plon, 1958 ; réédité par Garnier-Flammarion, 1991 ; Presses-Pocket no 2615)
- Routes de l'aventure (Plon, 1959)
- Mon ami l'écureuil (Éditions Bias, 1959 ; Hachette-Jeunesse, 1988) (conte pour les enfants)
- Au cadran de mon clocher (Plon, 1960 ; Presses-Pocket no 10280)
- Jeux de glaces, Namur, Wesmael-Charlier, 1961.
- Les Deux Lutins (illustré par Elisabeth Ivanovsky) (Casterman, 1961)
- La Loire, Agnès et les Garçons (Plon, 1962 ; Presses-Pocket no 4055 ; Le Rocher, 2000)
- Derrière les collines (Plon, 1963)
- Beau-François (Plon, 1965 ; Presses-Pocket no 2229)
- André Maurois (Livres de France, revue littéraire mensuelle, juin-juillet 1965, p. 2-5)
- Christian Caillard (Bibliothèque des Arts, 1965)
- La Forêt perdue (Plon, 1967 ; Presses-Pocket no 1862)
- Images pour un jardin sans murs (Plon, 1967 ; Éditions du Rocher, 2007)
- Jardin sans murs (comprenant Le Jardin dans l'île / Images pour un jardin sans murs) (Plon, 1968 ; Le Rocher, 2007)
- Tendre Bestiaire (Plon, 1969 ; nouvelle édition préfacée par Denis Miannay[100], Presses-Pocket no 3176, 1989)
- Bestiaire enchanté (Plon, 1969 ; nouvelle édition préfacée par Denis Miannay, Presses-Pocket no 3175, 1989 ; Anne Carrière, 2000)
- Bestiaire sans oubli (Plon, 1971)Ces trois Bestiaires ont été réunis dans Maurice Genevoix illustre ses Bestiaires, une édition illustrée par l'auteur, Plon, 1972 ; réédition préfacée par Denis Miannay, Presses-Pocket, 1989.
- La Grèce de Caramanlis (Plon, 1972)
- La Mort de près (Plon, 1972)
- Deux Fauves (comprenant L'Assassin et Gai-L'Amour) (Plon, 1974)
- La Perpétuité (Julliard, 1974)
- Un homme et sa vie (comprenant Marcheloup / Tête baissée / Bernard) (Plon, 1974)
- Un jour, Le Seuil, coll. « Points Roman » (no R20), 1976.
- Lorelei (Le Seuil, 1978 ; Points Roman n° R244)
- La Motte rouge (Le Seuil, 1979 ; Points Roman n° R33)
- Trente Mille Jours, autobiographie (Seuil, 1980 ; Points n° P222)
- L'Enfant et le Château (éd. d'art J. Danon, 1980)

### Publications posthumes et anthologies
- Romans, Récits et Contes (Plon, 1995)
- La Chèvre aux loups (illustrations Rébecca Dautremer) (publié à titre posthume par Gautier-Languereau, 1996 ; Hachette-Jeunesse no 1216, 2006[101])
- Trente Mille Jours (comprenant Un jour / Au cadran de mon clocher / La Loire / Agnès et les garçons / Forêt voisine / Lorelei / Jeux de glace / La perpétuité) (Omnibus, 2000)
- Val de Loire terre des hommes (dessins de Michel Gassies) (C. Pirot, 2004)

### Discours
- 1934 : Lycée Lakanal. Discours prononcé par Maurice Genevoix le 13 juillet 1934
- 1947 : Discours de réception à l’Académie française prononcé par Maurice Genevoix le 13 novembre 1947 et réponse d’André Chaumeix. Institut de France, imprimerie Firmin-Didot
- 1953 : Discours prononcé dans la séance publique tenue par l’Académie française pour la réception de M. le maréchal Juin, le 25 juin 1953. Institut de France. Publications 1953-15
- 1958 : Discours. Pose d’une plaque sur la maison de Claude Farrère à Erromardie (Saint-Jean-de-Luz), le 3 septembre 1958. Institut de France. Publications 1958-16 (Firmin-Didot)
- 1958 : Discours sur les prix littéraires. Séance publique annuelle, 18 décembre 1958. Institut de France. Publications 1958-34 (Firmin-Didot)
- 1959 : Discours sur les prix littéraires. Séance publique annuelle, 17 décembre 1959. Institut de France. Publications 1959-25 (Firmin-Didot)
- 1958, 1959, 1960, 1961, 1963, 1964, 1965, 1966, 1967, 1968, 1969, 1970, 1971, 1972 : Discours sur les prix littéraires. Séance publique annuelle. Institut de France (Firmin-Didot)
- 1967 : Discours pour l’inauguration du mémorial de Verdun le 17 septembre 1967
- 1968 : Discours prononcé à la Butte Chalmont le 18 juillet 1968[102]

## Adaptations cinématographiques ou télévisées
Plusieurs romans de Maurice Genevoix ont été portés au grand ou au petit écran.
- Raboliot (1945), de Jacques Daroy, avec Julien Bertaud dans le rôle du braconnier, Blanchette Brunoy et Lise Delamare.
- Raboliot (1972), film télévisé de Jean-Marie Coldefy, avec Pierre Rousseau dans le rôle principal, Christian Bouillette et François Dyrek.
- La Loire, Agnès et les garçons (1973). ORTF Lille.
- Vaincre à Olympie (1977), film télévisé réalisé par Michel Subiela et produit par Antenne 2, avec Jean Marais, Thierry Dufour et Claude Brosset.
- Marcheloup (1981), film télévisé produit par Antenne 2.
- Lorelei (1981), film télévisé produit par Antenne 2.
- Raboliot (2007), film télévisé de Jean-Daniel Verhaeghe, avec Thierry Frémont dans le rôle principal, Thierry Gibault, Aurélie Bargeme et Julie Voisin.
- Ceux de 14 (2014), série télévisée de 6 épisodes de Olivier Schatzky, produite par France 3 avec Théo Frilet dans le rôle principal.
- Mon chat et moi, la grande aventure de Rroû (2023), un film de Guillaume Maidatchevsky, avec Capucine Sainson-Fabresse et Corinne Masiero.

## Distinctions

### Prix
Académie française
- Prix Marcelin-Guérin - Nuits de guerre. Sous Verdun : août-octobre 1914 (1918)
- Prix Paul-Flat - Rroû (1931)

Autres
- Prix Blumenthal (1922)
- Prix Goncourt - Raboliot (1925)
- Grand prix de l'Académie Charles-Cros - Chansons pour les enfants (1963)
- Grand prix national des Lettres (1970)

### Décorations
- Grand-croix de la Légion d'honneur (1963 ; grand officier en 1948)[103]
- Grand-croix de l'ordre national du Mérite (1971)
- Croix de guerre 1914–1918
- Croix du combattant
- Commandeur de l'ordre des Palmes académiques
- Commandeur de l'ordre des Arts et des Lettres (1959)
- Commandeur de l'ordre du Mérite touristique (1959)[104]
- Médaille commémorative de la bataille de Verdun

### Autres
- Grande médaille d'or de la Société d'encouragement au progrès (1971)
- la promotion 2020 du 4e bataillon de l'École spéciale militaire de Saint-Cyr porte le nom de "Sous-lieutenant Maurice Genevoix"[105].

### Entrée au Panthéon
Le 6 novembre 2018, pour le centenaire de l'armistice de la Première Guerre mondiale, le président de la République française, Emmanuel Macron, annonce l'entrée de Maurice Genevoix au Panthéon pour 2019. La cérémonie est finalement repoussée au 11 novembre 2020. La veille, le cercueil de Maurice Genevoix est exhumé du cimetière de Passy, où il reposait depuis quarante ans, et il passe la nuit du 10 au 11 dans la salle des Actes de l'École normale supérieure. Maurice Genevoix fait partie des auteurs favoris d'Emmanuel Macron.
À cette occasion, Emmanuel Macron commande des œuvres au plasticien allemand Anselm Kiefer et au compositeur français d'origine alsacienne et lorraine Pascal Dusapin. Ce seront six vitrines de verre et d'acier représentant différentes scènes inspirées de la Grande Guerre, et une œuvre chorale : In nomine lucis (« Au nom de la lumière ») enregistrée à la Philharmonie de Paris par le chœur de chambre Accentus, et diffusée par 70 haut-parleurs dissimulés dans l'architecture « de cette cathédrale laïque ». Cette commande d'État a été particulièrement remarquée pour sa qualité, ainsi que pour son interprétation. Auparavant, la remontée de la rue Soufflot par le cortège s'était effectuée au son d'une pièce célèbre, La Mort d'Åse, tirée du Peer Gynt du compositeur norvégien Edvard Grieg. Elle était jouée, dans une transcription pour orchestre d'harmonie, par la musique de la Garde républicaine. En raison de la crise sanitaire, seul le premier couplet de La Marseillaise a été chanté, sans accompagnement d'orchestre, les 4 voix de la polyphonie n'étant portées que par quatre membres du chœur de l'Armée française.

## Lieux à son nom

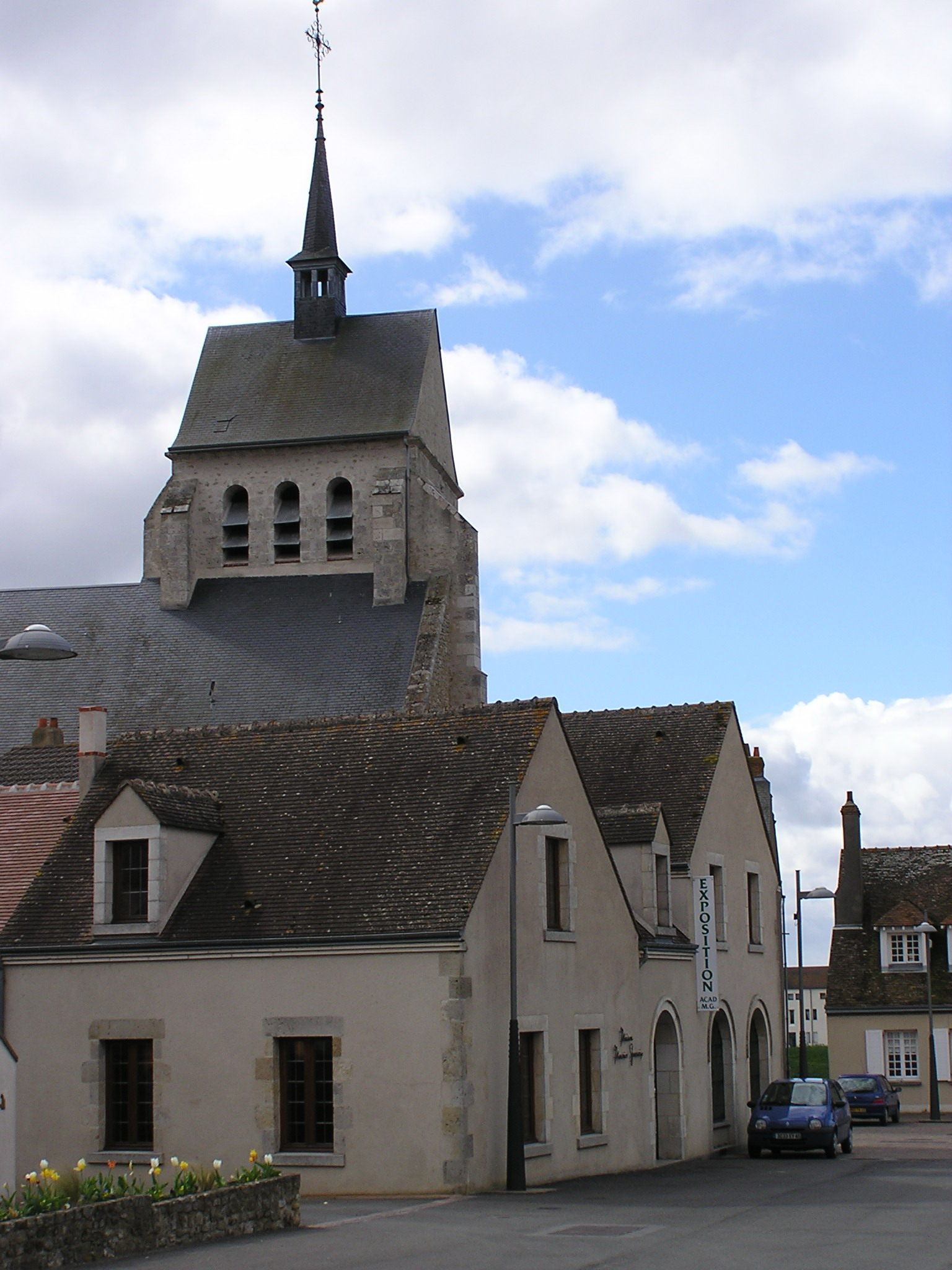
Ancienne maison Maurice Genevoix à Saint Denis de l'Hôtel ; elle est maintenant privée et n'accueille aucun public.
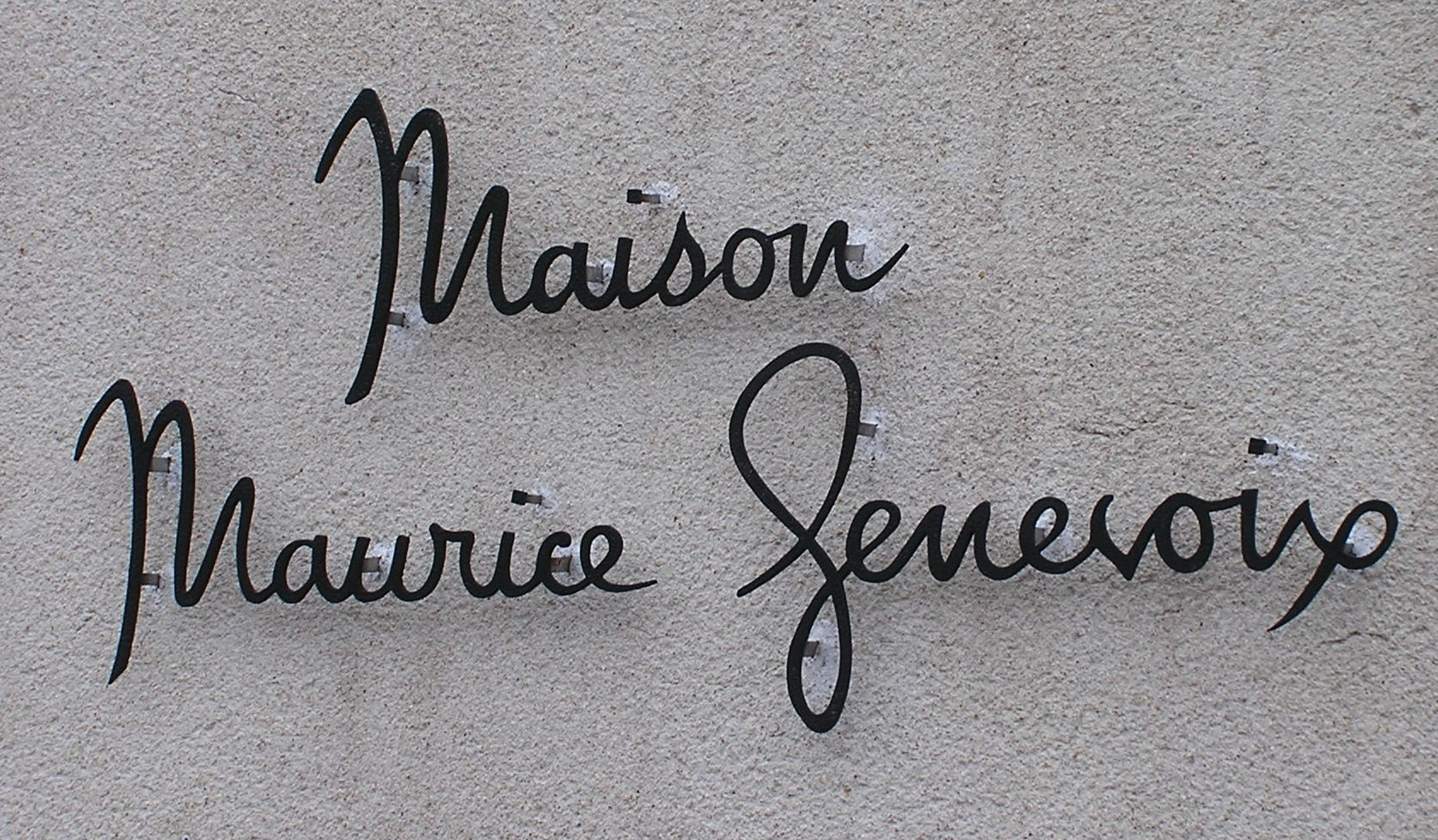
Enseigne qui figurait sur la maison Maurice Genevoix (n'existe plus aujourd'hui).
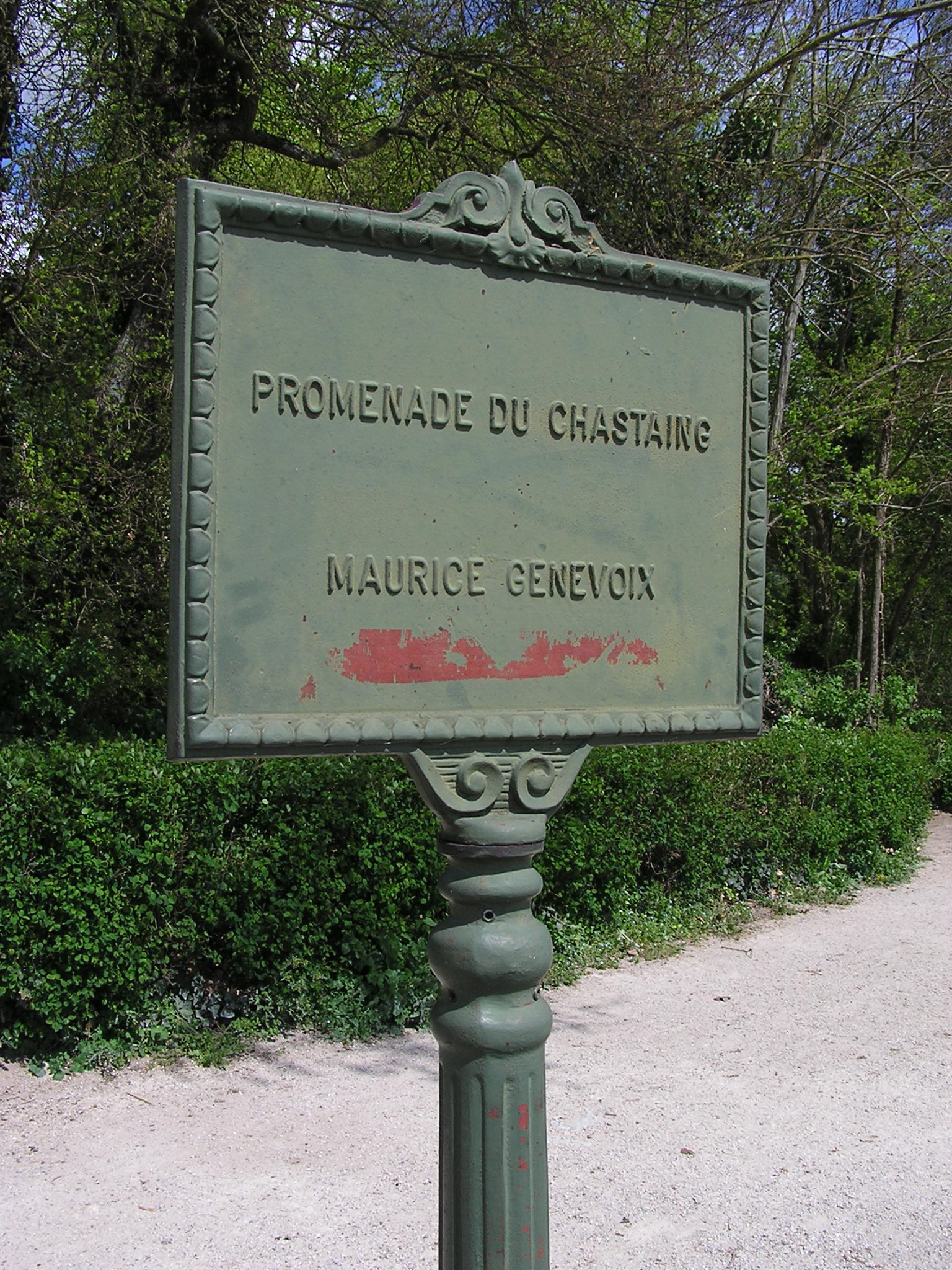
Promenade Maurice Genevoix, le long du Chastaing à Châteauneuf-sur-Loire.
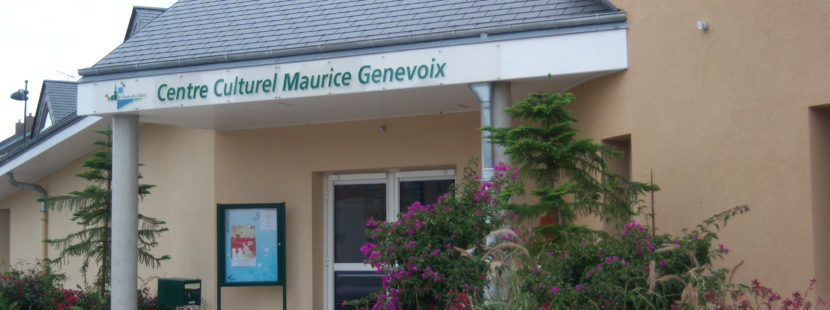
Centre culturel Maurice-Genevoix, avenue de la Tête-verte à Saint-Denis-de-l'Hôtel.
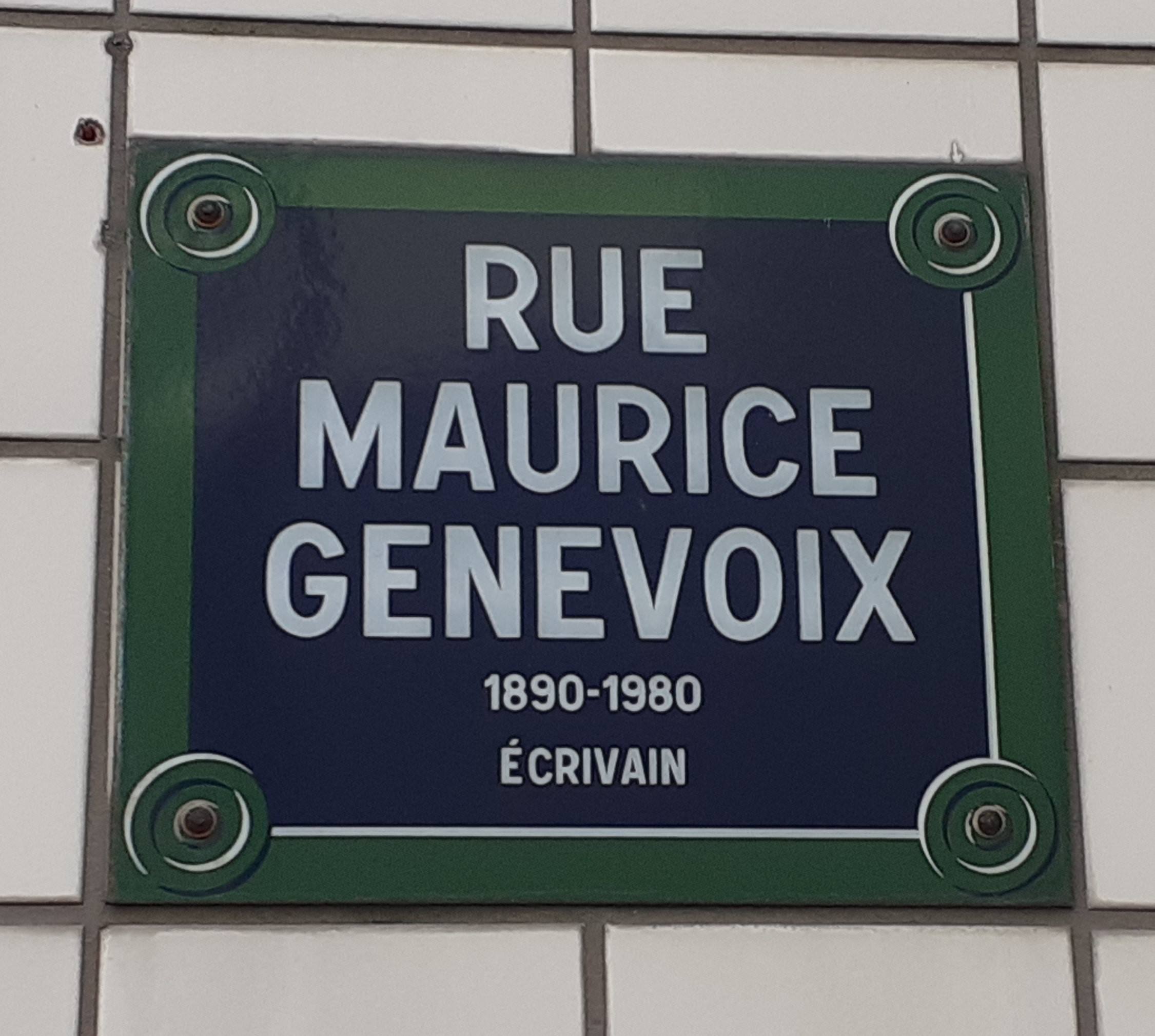
Rue Maurice-Genevoix à Paris.

### Musée Maurice-Genevoix
Son domicile de Saint-Denis-de-l'Hôtel, « Les Vernelles », reste une demeure familiale à l'écart du village. Au n° 1, avenue de la Tête-Verte, le centre culturel Maurice-Genevoix retrace son parcours.
Une exposition permanente sur l'écrivain s'appuie sur la présentation de panneaux thématiques illustrés et nommés comme suit, dans l'ordre d'une visite en sept étapes : (1) l'enfance, (2) la guerre, (3) l'écrivain, (4) Les Vernelles, (5) le Val de Loire et la Sologne, (6) l'académicien français, et (7) un univers enchanté. Des expositions temporaires y sont également présentées.
À Châteauneuf-sur-Loire, une promenade dite « Promenade Maurice-Genevoix » a été aménagée le long du Chastaing à la mémoire de l'écrivain.

### Établissements scolaires et culturels
- Bibliothèque à Paris
- École maternelle à Saint-Jean-le-Blanc
- École maternelle et primaire à Hautot-sur-Seine
- École maternelle et primaire à Parmain
- École maternelle et primaire à Sargé-lès-le-Mans
- École primaire à Beaune-la-Rolande
- École primaire à Belbeuf
- École primaire à Champigny-sur-Veude
- École primaire à Châteauneuf-sur-Loire
- École primaire à La Guerche-sur-l'Aubois
- École primaire à Paris
- Collège à Couzeix
- Collège à Ligueil
- Collège à Meslay-du-Maine
- Collège à Romorantin-Lanthenay
- Collège-lycée à Montrouge
- Lycée à Bressuire
- Lycée à Decize
- Lycée à Ingré
- Lycée à Marignane
- Médiathèque à Blois
- Médiathèque intercommunale à Eaubonne
- Médiathèque à Orléans

### Rues et espaces verts
- Allée à Couzeix
- Rue à Balma
- Rue à Châlons-en-Champagne
- Rue à Fleury-les-Aubrais
- Rue à Marcq-en-Barœul
- Rue à Muret
- Rue à Orléans
- Rue à Saint-Ay
- Rue à Saint-Clair-sur-l'Elle
- Rue à Paris
- Allée à Évry-Courcouronnes
- Rue aux Sables d'Olonne
- Rue à Saint-Cyr-sur-Loire
- Rue à Varzy
- Rue à Verdun-sur-Garonne
- Square à Claye-Souilly
- Square à Montluçon

- Rue à Amiens

### Notices
- Ressources relatives à l'audiovisuel :   - Africultures
  - Allociné
  - IMDb
  - Unifrance
- Ressources relatives à la littérature :   - Académie française (membres)
  - Internet Speculative Fiction Database
  - NooSFere
- Ressources relatives à la recherche :   - La France savante
  - Persée
- Ressource relative au spectacle :   - Les Archives du spectacle
- Ressource relative à plusieurs domaines :   - Radio France
- Ressource relative à la musique :   - MusicBrainz
- Ressource relative aux beaux-arts :   - AGORHA
- Ressource relative au sport :   - Olympedia
- Notices dans des dictionnaires ou encyclopédies généralistes :   - 1914-1918-Online
  - Britannica
  - Brockhaus
  - Deutsche Biographie
  - Gran Enciclopèdia Catalana
  - Hrvatska Enciklopedija
  - Internetowa encyklopedia PWN
  - Larousse
  - Munzinger
  - Proleksis enciklopedija
  - Store norske leksikon
  - Treccani
  - Universalis
- Notices d'autorité :   - VIAF
  - ISNI
  - BnF (données)
  - IdRef
  - LCCN
  - GND
  - Italie
  - Japon
  - CiNii
  - Espagne
  - Belgique
  - Pays-Bas
  - Pologne
  - Israël
  - NUKAT
  - Catalogne
  - Suède
  - Australie
  - WorldCat